# トヨタ自動車のモータースポーツ

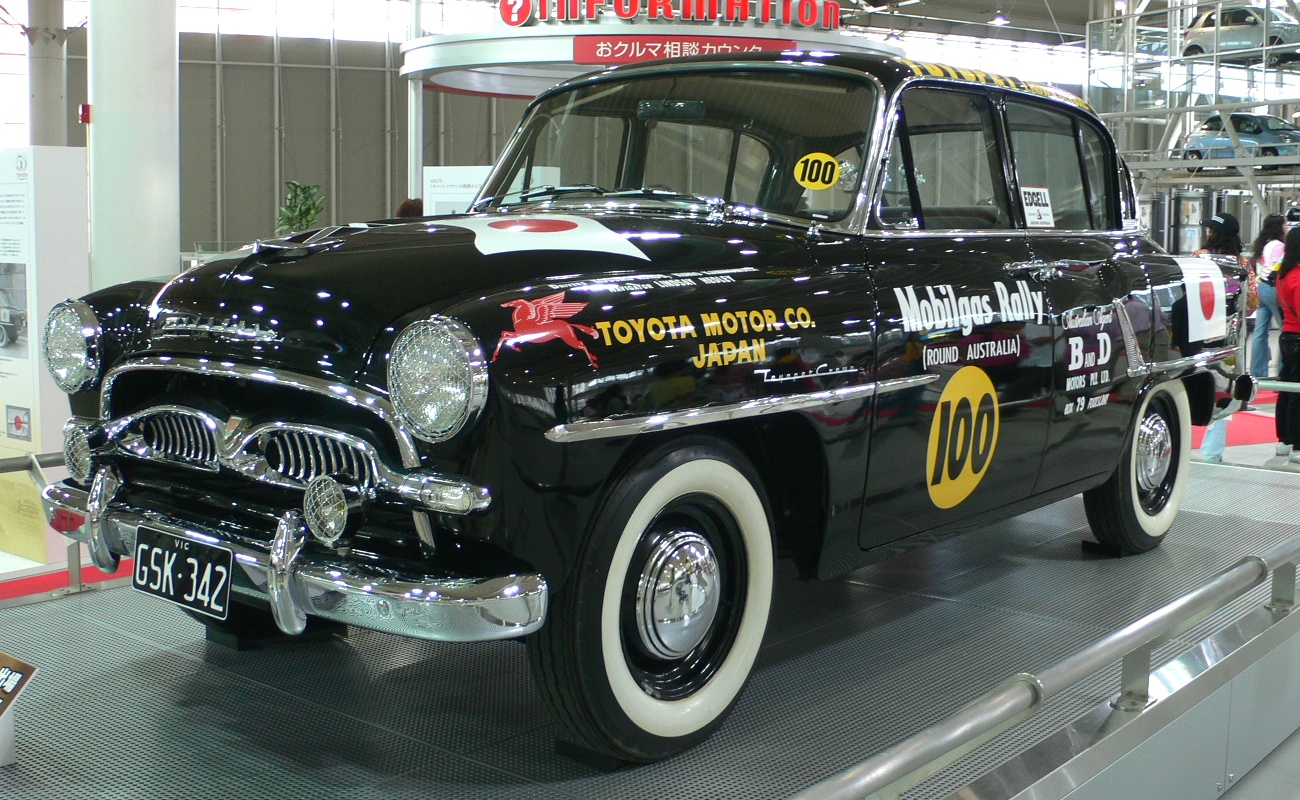
1957年のオーストラリア1周ラリーに出場したクラウンの再現車。このレースへの参加がトヨタのモータースポーツ活動の始まりとされる。

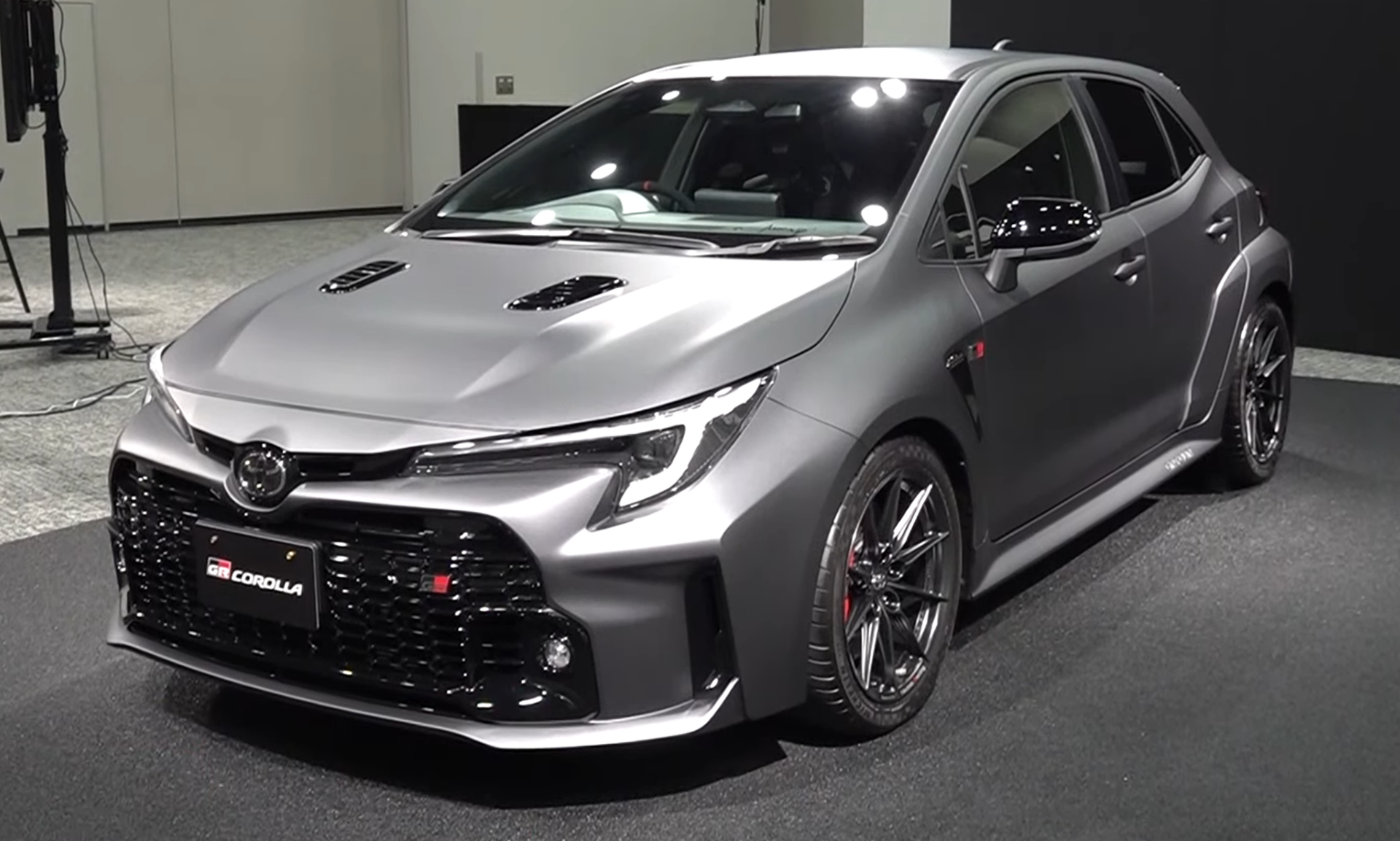
スーパー耐久で水素エンジンを試しながら生まれたGRカローラ。現在のトヨタのモータースポーツは市販車との距離を急速に縮めている

トヨタ自動車のモータースポーツでは、トヨタ自動車のモータースポーツ活動の歴史について記述する。レクサス、サイオン、GRなどの同社のブランドや豊田自動織機などトヨタグループの企業の活動に関してもここで述べる。

## 概要
トヨタ自動車のモータースポーツ活動の最大の特徴は、ジャンルを問わない幅広さである。1960年代から今日に至るまで、プロトタイプカー・ツーリングカー・GT・ラリー・フォーミュラカー・オフロード・ストックカー・ダートオーバル・ドラッグレース・ヒルクライム、ドリフトなどあらゆる四輪競技に競技者あるいは支援者の形で関わり、数多の勝利とタイトルを収めてきた。
世界選手権においてはWRC（世界ラリー選手権）、WEC（世界耐久選手権）を連覇し、一時代を築いた。また北米ではデイトナ500、インディ500、デイトナ24時間、セブリング12時間、パイクスピーク・ヒルクライム、バハ1000といった主要レース全てで総合優勝したことがあり、インディカー、NASCAR、IMSA、フォーミュラ・ドリフトなどシリーズ戦でもマニュファクチャラーズチャンピオンにも輝いた。
自らもドライバーとしてニュルブルクリンク24時間レースなどに参戦する豊田章男が社長に就任して以降は、トヨタのモータースポーツ活動はTOYOTA GAZOO Racing（TGR）のブランドのもとに「もっといいクルマづくり」「クルマファンづくり」の象徴として市販車開発とも強く関連づけられるようになった。その姿勢の原点として、創業者である豊田喜一郎の言葉が引用されている。

## 体制
1960年代の体制はトヨタ自動車工業（自工）とトヨタ自動車販売（自販）の2系列に分かれていた。自工では第一回日本グランプリをきっかけに、自工・自販・ダイハツ・ヤマハ発動機・日本電装（現デンソー）のレース好きが集まる第7技術部（通称「ナナギ」）が発足。第7技術部は市販車の改造に加えてスポーツプロトタイプを開発し、ワークス格の「チーム・トヨタ」が日本グランプリなどの主要イベントに参戦した。自販はトヨペットサービスセンター特殊開発部（通称「綱島」）がツーリングカーのチューニングを行い、若手ドライバー主体のセミワークス的な活動を行った。
1971年にはワークス活動からクラブチームのTMSC-Rを支援するセミワークスに切り替えたが、オイルショックの影響で1974年に国内のレース活動を休止する。一方で海外では世界ラリー選手権 (WRC) に参戦する「トヨタ・チーム・ヨーロッパ (TTE) 」への支援を継続した。
2000年には富士スピードウェイを買収し、約200億円を投じて近代化改修を行い、2007年と2008年にはF1日本グランプリを開催。2012年からはWECを招致している。
なお1981年にレース活動を再開してからは、系列3部門が各地域のモータースポーツ活動を担当した。これらの部門の統括は従来本社のモータースポーツ部 (MSD) が担当していたが、2014年の組織改編でMSDは「モータースポーツユニット開発部」と名称を変更して技術系の業務に専念することになり、マーケティングについてはトヨタ全体のマーケティングを担当するトヨタモーターセールス&マーケティング（TMSM）に移管され分裂。
しかし2015年には組織改編で再びモータースポーツ活動全般の機能をトヨタ本社に集約することになり、新たに設けられた「モータースポーツ本部」が開発・マーケティングの双方を統括、「GAZOO Racing」の統一名称で活動を行うことになった。

### 現在のトヨタのモータースポーツ部署・子会社
GAZOO Racingカンパニー（GRカンパニー）
2017年に創設された社内カンパニー。車両開発をする部門、開発ドライバーやメカニックのなどの凄腕技能養成部、マーケティングのGR統括部の3部門によって構成され、トヨタのレース活動を統括する。総勢300名ほどの最小カンパニーで、本社・名古屋・東富士に拠点を置く。レースで得た知見を元に、「GR」ブランドやレクサスの「F」シリーズも含めた今度のトヨタの市販スポーツカー・スポーティグレードの製作を手がけ、その収益を元に永続的なモータースポーツ活動を行うことを目標とする。
東富士研究所
トヨタの市販車開発の最大拠点。「モータースポーツユニット開発部」で市販車に関連する技術を用いたパワートレインの開発を行っている。LMP1のハイブリッドシステム「THS-R」を用いたパワートレインや、GT500・スーパーフォーミュラ用ダウンサイジングターボであるNREのRI4Aはここが基礎研究・開発を担当した。ただし2015年末を持ってRI4Aの開発はトヨタテクノクラフトに移管している。モータースポーツで社員育成を行う「凄腕技能養成部」も東富士に所属している。
トヨタ・レーシング・ディベロップメント (TRD) 
日本・アジア地域を担当。トヨタの100％出資子会社であるトヨタカスタマイジング&ディベロップメントのレース部門であり、自販特殊開発部を前身とする。現在はGT500・スーパーフォーミュラのエンジン開発、GT500のシャーシ開発・エンジンチューニング、ヴィッツレースや86/BRZレース用車両のメンテナンスなどを行う。トヨタの市販車向けチューニングパーツの販売や、GRMNに代表されるコンプリートカーの開発・生産も行っている。2024年12月にはトヨタ・ガズー・レーシング・ディベロップメント（TGR-D）として独立した法人化された。
TRD U.S.A. Inc.
北米地域を担当する、アメリカの販売会社米国トヨタ (TMS) の100％子会社。TOM'Sのアメリカ法人を買収して1979年に誕生した。カリフォルニア州コスタメサ及びノースカロライナ州シャーロットに拠点を置く。IMSA、CART、インディカー・シリーズへのエンジン供給を経て、現在はNASCAR、レクサスGT3、ラリーカー、ドラッグレースマシンなどの車両開発・供給を行う。また近年はCALTYが積極的にNASCARやドラッグレースマシンのデザインに加わっている。
TRD ASIA Co,.Ltd
2006年にトヨタテクノクラフトと豊田通商が共同出資してタイに設立。東南アジア地域を担当する。またTRDタイランドとTRDインドネシアを子会社に持つ。トヨタ・チーム・タイランドと協力してタイ国内レースやアジアクロスカントリーラリー、ニュルブルクリンク24時間レース、スーパーGTなどに参戦している。
TOYOTA GAZOO Racing Europe GmbH  (TGR-E)
世界選手権・ヨーロッパ地域を担当するトヨタの完全子会社。オベ・アンダーソンが率いるラリーチーム「アンダーソン・モータースポーツ」が1975年よりトヨタの公認を受けて「TOYOTA Team Europe」(TTE)を名乗ったことが始まり。1993年の「TOYOTA Motorsports GmbH」(TMG)への改称を経て、2020年より現名称。ドイツのケルンに拠点を置く。世界ラリー選手権（WRC）で黄金時代を築いた後、ル・マン24時間レース、F1を経て、2012年よりFIA 世界耐久選手権に参戦。オレカとジョイントしてLMP1シャーシの開発とオペレーションを担当する。またトヨタのWRC用GREエンジン開発やカスタマー用ラリーカーの開発も手がけ、2021年からは自らWRCチームの運営を行っていた（後に分社化）。シャーシデザイン、エンジン設計、風洞の貸し出し、R&D、EVの開発など、トヨタのレーシングカー以外の自動車に関わる業務も広く手がける。
TOYOTA GAZOO Racing World Rally Team (TGR-WRT)
TGR-Eから2022年12月に独立したWRC専門部門。本社及びファクトリーをフィンランド・ユヴァスキュラに置く。
TOYOTA GAZOO Racing SA
トヨタの南アフリカ法人。1960年代から同国内ラリー選手権に参戦し、全メーカー中歴代1位の勝利数を誇る。2012年からダカール・ラリーとクロスカントリーラリー・ワールドカップへ参戦している。

### トヨタと関係の深いチューナー・プライベーターチーム
TOM'S
元トヨタのワークスドライバーの館信秀とトヨタディーラー社員の大岩湛矣が1974年に共同設立。かつて「TOYOTA TEAM TOM'S」（TTT）としてトヨタワークスのグループC活動をオペレーションし、SWCモンツァで優勝、ル・マン24時間レースで総合2位の成績を収めた。スーパーフォーミュラ（フォーミュラ・ニッポン）、SUPER GT、全日本F3選手権で数多のタイトルを獲得し、国内トヨタ系の最強チームとして君臨している。またF3ではシャーシコンストラクターとエンジンチューナーとしても優れた成績を残しており、2005から2015年までエンジンチューナー部門を11連覇した。トヨタの市販車向けチューニングパーツも販売している。
SARD
元トヨタ技術者の加藤眞が1972年に設立したシグマオートモーティブを母体に1985年誕生。グループC時代には「TOYOTA TEAM SARD」（TTS）としてトヨタワークスの一翼を担う。ル・マン24時間レースにトヨタ車で参戦し、総合2位の好成績を収めた。現在はSUPER GTのGT500クラスに参戦し、2016年に王者になっている。市販車向けチューニングパーツ販売のほか航空機事業・マリン事業も手がけており、前者ではエアレース世界チャンピオンの室屋義秀をパートナーにしている。
INGING
トヨタカローラ山口が母体となって1995年に誕生。2004年全日本F3でタイトルを獲得すると、2008年以降はセルモとジョイントしてフォーミュラ・ニッポンに参戦。2度スーパーフォーミュラのチーム王者となっている。SUPER GTではOTG MOTOR SPORTSとジョイントし、GT300クラスにLM corsaとして参戦。
セルモ
1991年に発足し、1995年のJGTCから一貫してトヨタ車を運用している。2007年末にINGINGのオーナーである卜部治久がセルモのオーナーに就任したため、INGINGとの統合が進められている。SUPER GTのGT500クラスにはセルモ単独で参戦しており、3度王者になった。
apr
SUPER GTのGT300クラスで、2000年の誕生以来からトヨタのセミワークスとして活動している。MR2とMR-Sで3度チャンピオンを獲得し、2012年からはハイブリッドマシンのプリウスの開発・運用を担当している。
トミ・マキネン・レーシング（TMR）
世界ラリー選手権（WRC）王者トミ・マキネンが創設者・オーナーを務める、フィンランドのプライベーター。元々はマキネンの自宅でグループNマシンのみを扱う小さなチームであったが、トヨタのワークス化とともに人員と設備を大幅に拡充。2017年 - 2020年にかけてWRC活動のオペレーション・シャーシ開発を担当した。2021年以降もTGR-Eのアドバイザーとしてオペレーションに関わっている。
ジョー・ギブス・レーシング
1992年に誕生したNASCAR強豪チームの一角。トヨタがカップ戦に参戦し始めた直後の2008年から現在までカムリを用いている。またチームのエースであるカイル・ブッシュが運営する「カイル・ブッシュ・モータースポーツ」もトヨタ車を多く採用している。
ケン・マツウラレーシングサービス
御殿場の老舗エンジンチューナー。トヨタの海外進出に伴いCART、NASCAR、WRCのエンジンチューニングに携わったとされるが、いつからいつまでどのように、などの実態には謎が多い。2017年時点で、トヨタLMP1のエンジンチューニングを担当していることだけは確かである。
尾川自動車
東名エンジンとともにフォーミュラ・ニッポンで鳴らしたエンジンチューナー。2006年以降トヨタと関わる様になり、スーパーフォーミュラのRV8JやRI4A、GT300のMR-S・カローラ・IS350・プリウスなどのエンジンチューニング・メンテナンスを担当した。スーパー耐久の86やRCなどのエンジンメンテナンスも行っている。
童夢
1980年代にル・マン24時間レース参戦用シャシーの開発などで協力関係にあった。1990年代以降は同社が本田技研工業との協力関係を強めたため一時疎遠になったものの、2000年代後半、トヨタのレーシング・ハイブリッドシステムを童夢のシャシーに搭載し、オールジャパン体勢でル・マンに挑戦する計画を極秘に進めていた時期もある（後述）。同社が滋賀県米原市に保有していた風洞「風流舎」を2015年に買収したほか（なお2019年に童夢が買い戻している）、FIA-F4選手権用のシャシー・エンジン開発において日本自動車レース工業会（JMIA）経由で協力するなど（童夢・F110も参照）、再び関係が生じている。

### 過去に関係の深かった企業
オール・アメリカン・レーサーズ（AAR）
1980年代から90年代にかけてIMSA・CART等のカテゴリーで協力関係にあり、特に1992年・1993年にはIMSA GTPクラスをイーグル・MkIII/トヨタで制するなど活躍した。ただ、1999年にCARTから撤退したのを最後に関係が切れ、同社自体もモータースポーツから撤退した。
スウィフト・エンジニアリング
日本人のヒロ松下がCEOを務めていることからつながりができ、NASCARに参戦するトヨタ・タンドラの共同開発や、CART、アトランティック・チャンピオンシップといった北米のオープンホイールレーシングへの参戦などで深い関わりがあった。ただ2012年に同社がモータースポーツから撤退したため、現在は関係が切れている。
LeMans
1969年発足。グループCでは日産との結びつきが強かった。グループC廃止後はトヨタとの関係を深めていき、1999年より参戦しているJGTC/SUPER GT（GT500クラス）では一貫してトヨタ車を使用。2002年と2019年にドライバーズチャンピオンを獲得した。しかしその2019年を最後にGT500クラスから撤退し、トヨタとの関係も断たれた。
オレカ
ユーグ・ド・ショーナックが1973年に創設したフランスの名門コンストラクター。2012年以降のTMG→TGR-EのWEC活動をオペレーション面でサポートしていたが、2021年のル・マン24時間レースを最後に契約が終了した。ラリーでもトヨタと関係のあるドライバーや車両を用いることが多い。

## ラリー・オフロード
1957年（昭和32年）、オーストラリア1周ラリーに招待され、クラウンで出場して完走、総合47位（外国賞3位）となった。これがトヨタのモータースポーツ活動の原点であるとされる。

### WRC

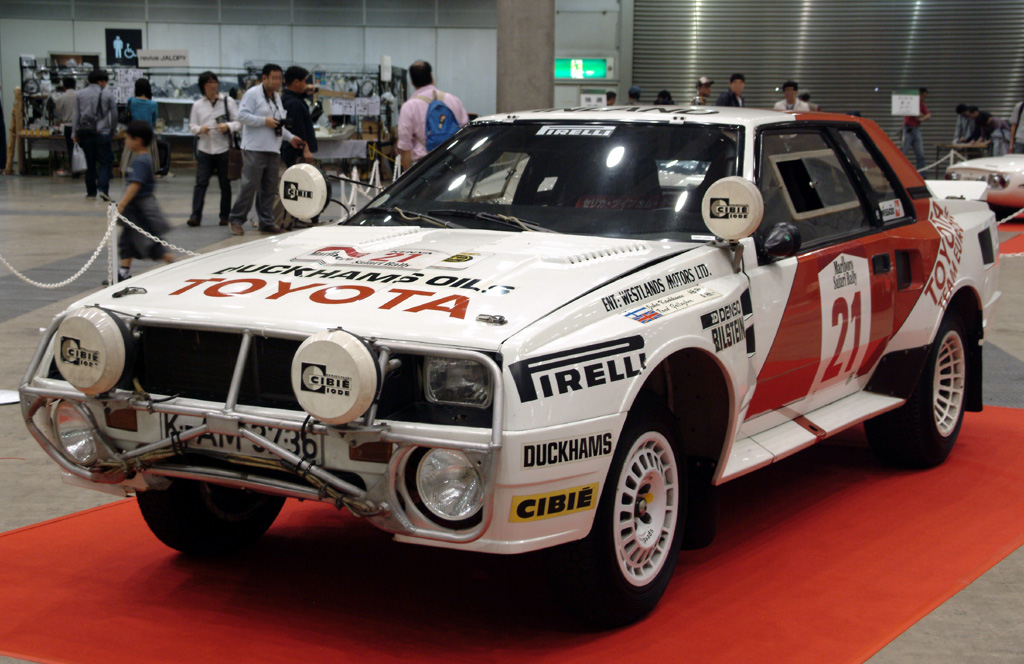
サファリラリーで優勝したセリカ・ツインカムターボ (グループB)

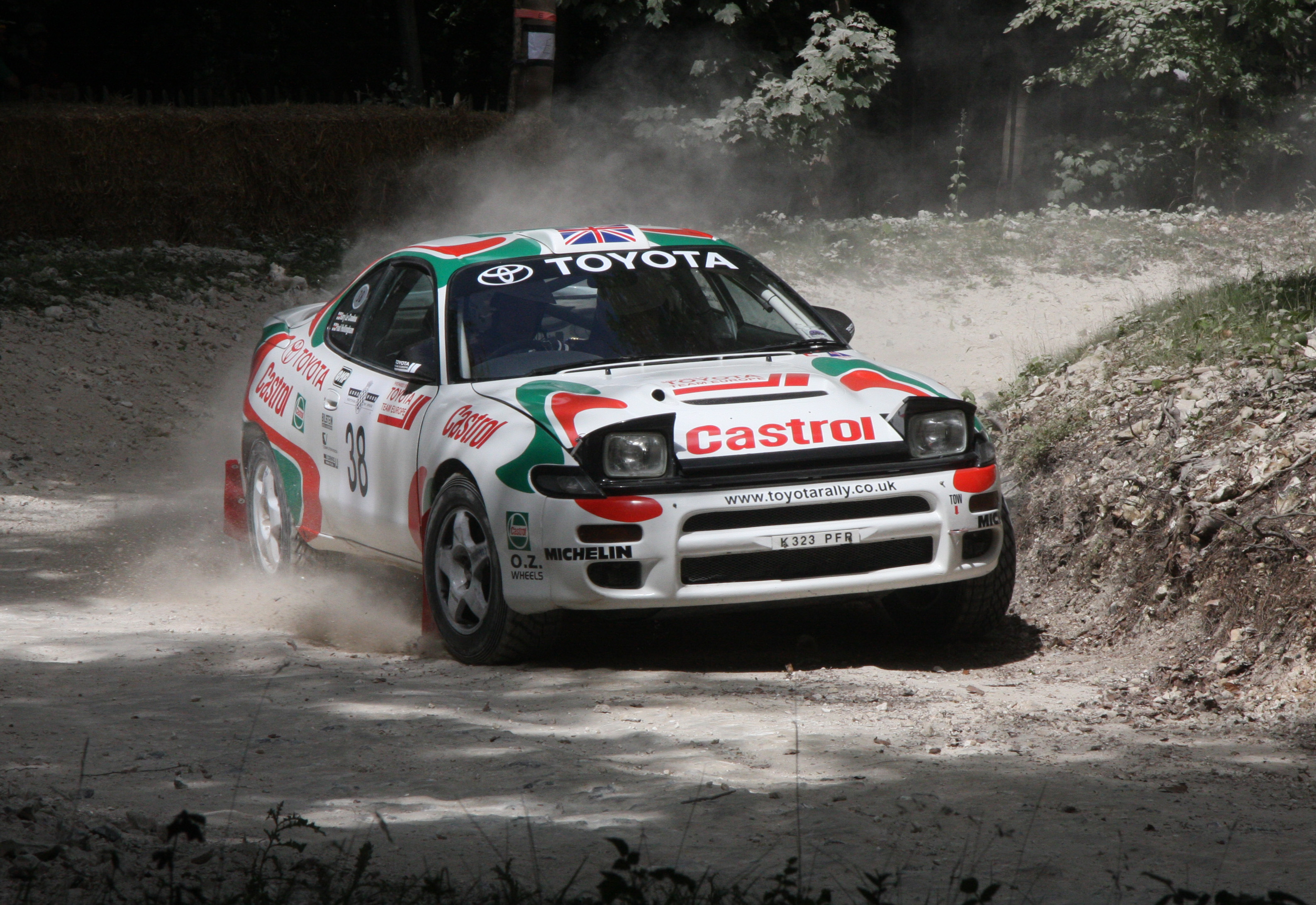
初のマニュファクチャラーズ王者をもたらしたセリカGT-FOUR（ST185）

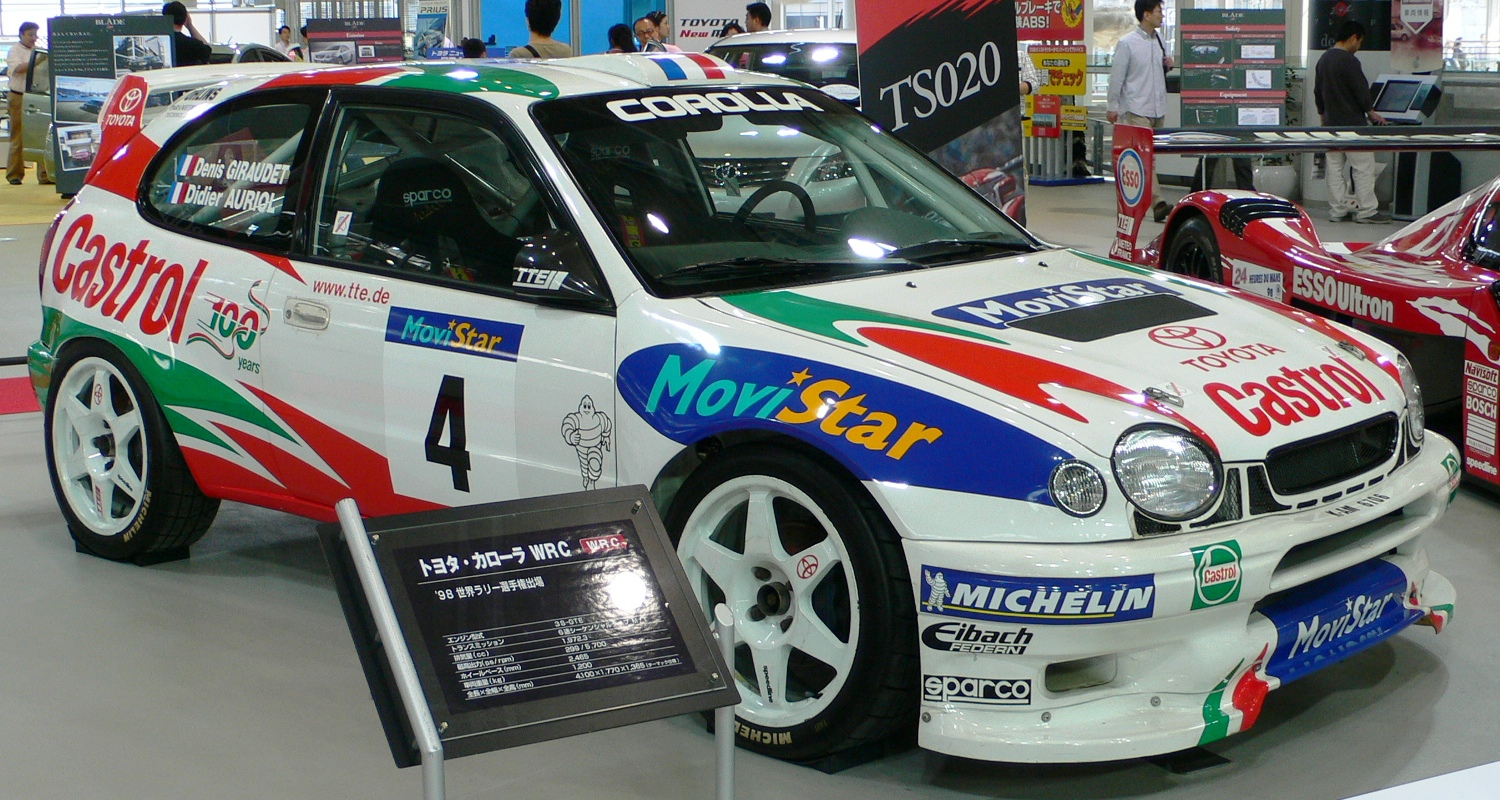
3度目のマニュファクチャラーズ王者のカローラWRC

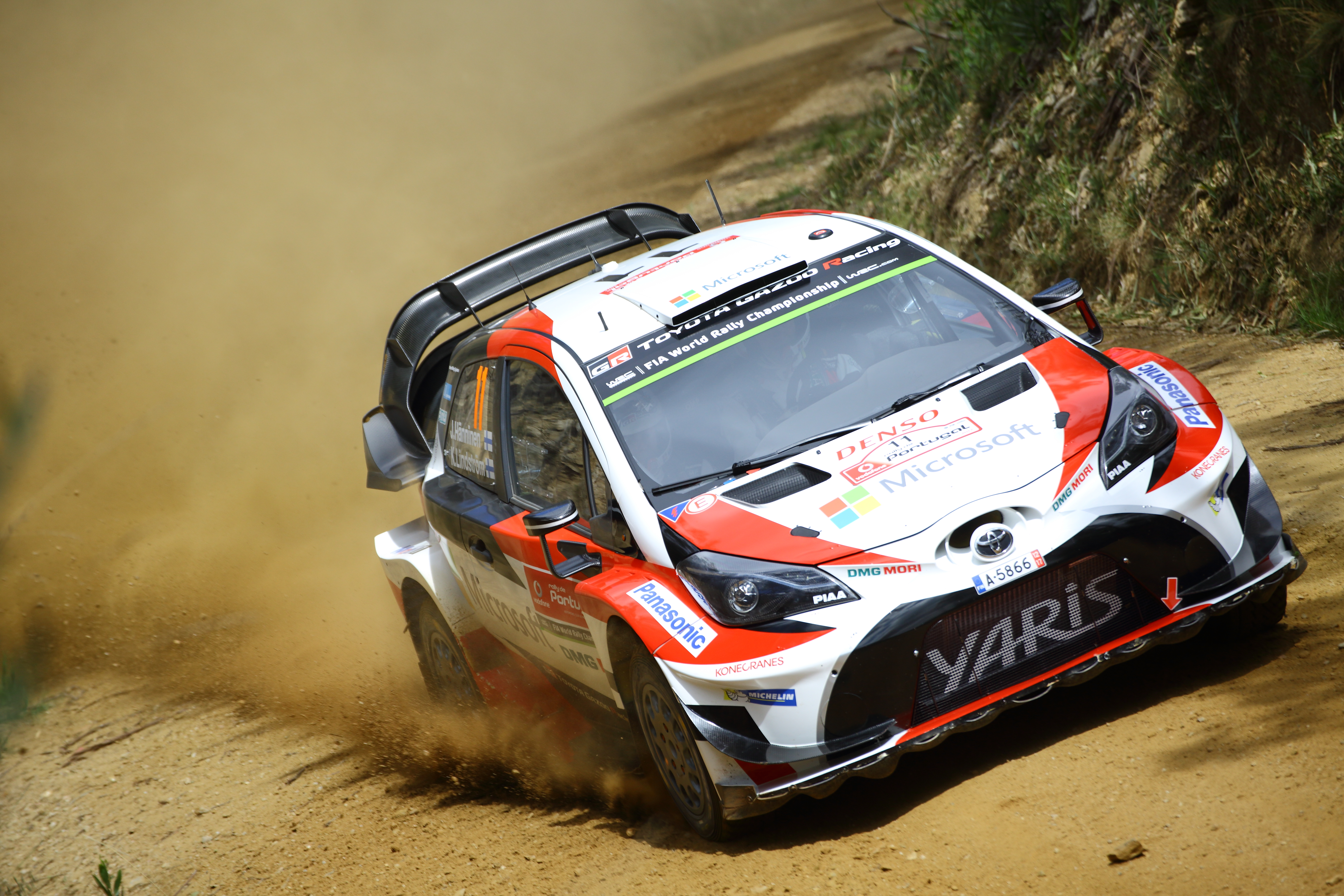
4度目のマニュファクチャラーズ王者のヤリスWRC

その後、1973年（昭和48年）から1999年（平成11年）まで世界ラリー選手権（WRC）にトヨタ・チーム・ヨーロッパ (TTE) がカローラレビン、セリカ、スープラで参戦していた。1975年（昭和50年）の1000湖ラリー（フィンランド）での、カローラレビンによるWRC初制覇に始まり、TA64型セリカで1984年（昭和59年）、1985年（昭和60年）、1986年（昭和61年）とサファリラリー3連覇を達成した。
1988年（昭和63年）、WRC王座獲得を目指すべくツール・ド・コルス（フランス）でグループA規定のST165型セリカをデビューさせ、当時最強を誇っていた王者ランチアに挑み、熾烈な戦いを繰り広げることになる。そして1990年（平成2年）、ついにランチアを打ち破ってカルロス・サインツ/ルイス・モヤ組が日本車初のドライバーズチャンピオンを獲得する（スペイン人としても初）。またST185型セリカにスイッチした1992年（平成4年）にもサインツはチャンピオンになる。
1993年（平成5年）には日本の自動車メーカーとして初めてマニュファクチャラーズタイトルを獲得（ドライバーズとの2冠）、1994年（平成6年）はコドライバーズも併せて3冠を達成した。1994年（平成6年）のサンレモ・ラリーでは、ユハ・カンクネン/ニッキー・グリスト組により、ST185型セリカに変わってST205型セリカがデビューした。
1995年（平成7年）はST205の開発がうまくいかず、わずか1勝と苦戦。そしてラリー・カタルーニャでエンジンの吸気量を制限するリストリクターに意図的に細工を施すという行為が発覚した。エアリストリクターが装着されたトランペット状の部品単体では問題ないが、エンジンに取り付けると吸気の負圧でパーツがスライドして隙間ができ、その隙間から空気を吸入しパワーを上げるというものだった。国際自動車連盟 (FIA) は1995年（平成7年）シーズンのドライバー及びマニュファクチャラーの全ポイント剥奪と1996年終了までの出場停止処分を発表した。
この処分はあくまでTTEに対するもので、支援対象を他チームへ切り替えたり、オベ・アンダーソンを解任することで停止処分をすり抜ける方法がFIAに掲示されていたが、トヨタ側はこの処分を正面から重く受け止め、そういった手法を用いることを拒み、加えてもう一年活動を自粛した。しかし後にトヨタ復帰を願う声を受け、1997年の終盤にテストを兼ねて参戦を再開した。
このときセリカ譲りの3S‐GTEエンジンを搭載した、よりコンパクトなカローラWRCへとスイッチしており、このWRカーはすぐにタイトルを争う戦闘力を発揮。1998年（平成10年）はオリオールに加えて、サインツがフォードから移籍。サインツが開幕戦で優勝を飾るなど2勝をマークし、マニュファクチャラーズランキング2位でシーズンを終えた。最終戦はサインツがタイトルまであとわずか数百メートルというところでエンジンブローという悲劇的なものだった。
1999年（平成11年）は優勝こそチャイナ・ラリーのみだったもののコンスタントに上位入賞を繰り返し、5年ぶり3度目のマニュファクチャラーズタイトルを獲得。しかし、サンレモラリーの直前にTTEはWRC撤退とF1参戦を発表、27年にも及ぶ日本最大のマニュファクチャラーのラリーへの挑戦は7度のタイトルと43度の勝利を持って幕を閉じた。
2015年（平成27年）1月30日にトヨタはWRCへの復帰を表明し、2017年（平成29年）からヤリスWRCで参戦開始。シャーシ開発とオペレーションをトミ・マキネン・レーシング、エンジン開発はTMGが担当する。開幕前はマシン開発の遅れが懸念されていたが、フォルクスワーゲンから移籍してきたヤリ＝マティ・ラトバラ/ミイカ・アンティラ組が復帰初戦ラリー・モンテカルロで2位表彰台、2戦目のラリー・スウェーデンで早くも優勝を果たした。2018年には後半にオィット・タナック/マルティン・ヤルヴェオヤ組が3連勝を達成して終盤にマニュファクチャラーズランキング首位に浮上し、そのままタイトルを手中に収めた。2019年にはタナク/ヤルヴェオヤ組が、無傷で6連覇を達成していたセバスチャン・オジェ/ジュリアン・イングラシア組を破ってのドライバーズ/コドライバーズタイトルを獲得した。
2020年にはタナク組が離脱し代わりにオジェ組が加入。オジェ組はドライバーズ/コドライバーズタイトルを連覇して一線を退いた。また2021年はトヨタがマニュファクチャラーズを制覇したことにより、1994年以来の3冠獲得と相成った。
トヨタはこうしたWRC活動を活かすため、20年ぶりに市販4WDスポーツを開発。2020年にGRヤリスとして復活を実現させた。

2021年終了時点の通算成績はドライバーズタイトル7回、マニュファクチャラーズタイトル5回、勝利数69勝である。

### ラリーレイド・オフロードレース

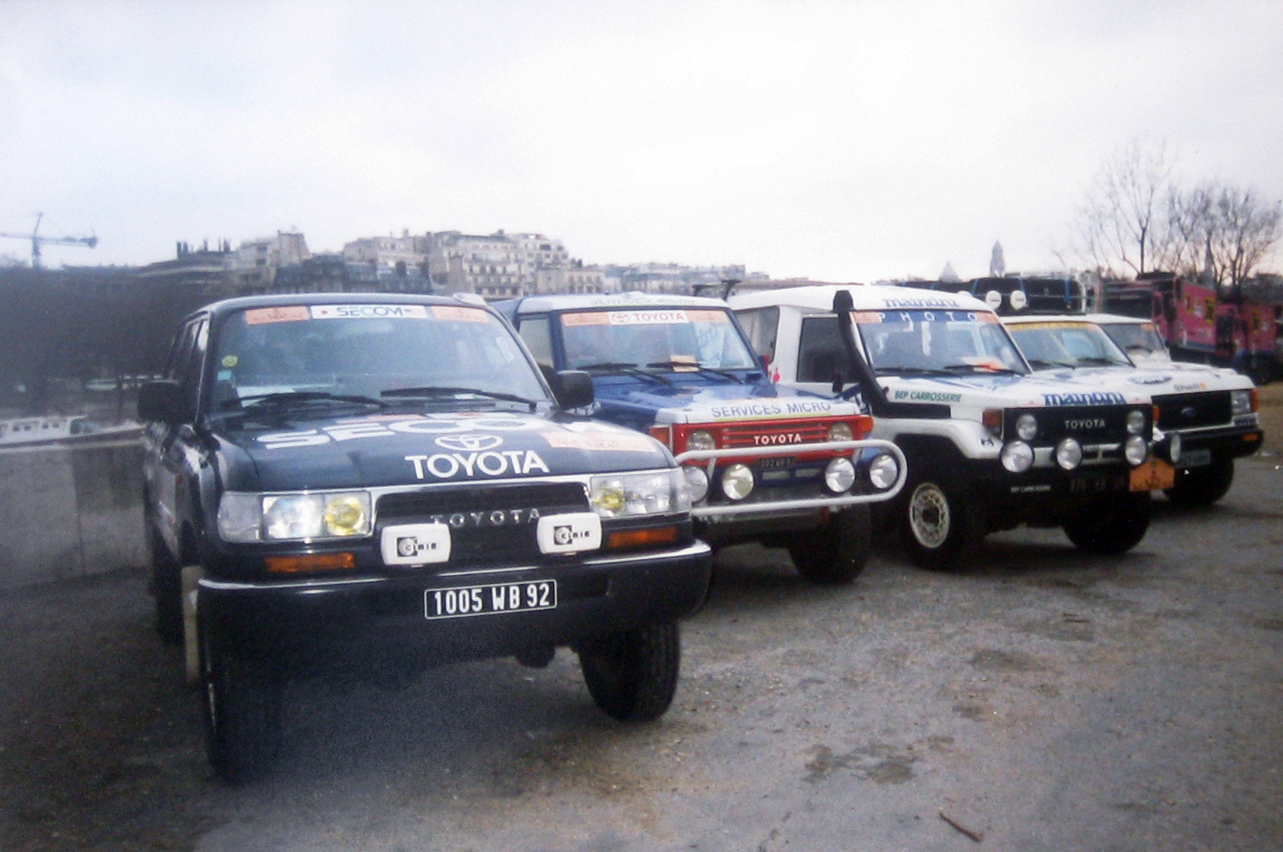
パリダカのトヨタ車たち（1992年）

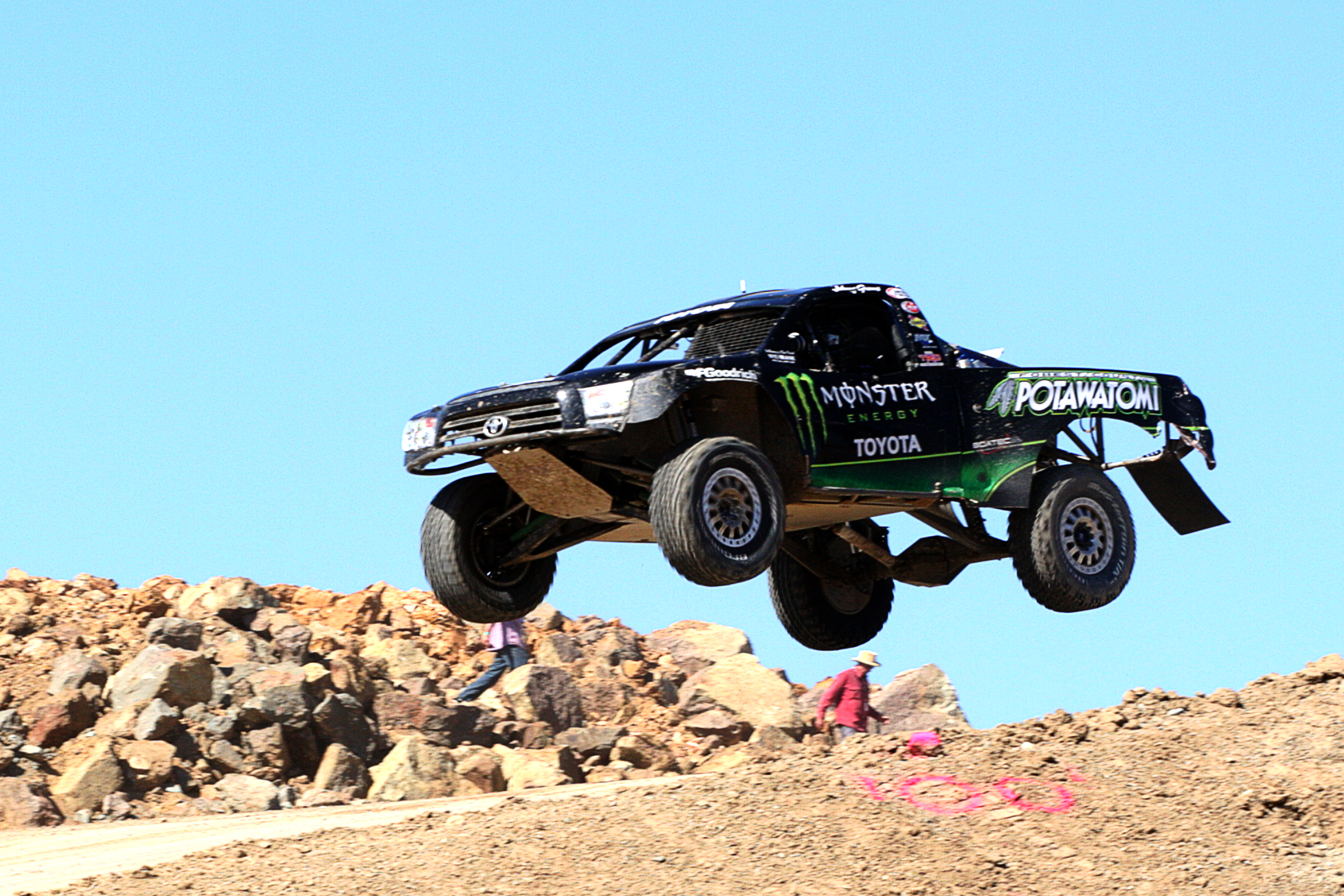
北米オフロードレースのCORRに参戦するタンドラ（2007年）

1983年にカール・ウェルズのPPI（Precision Preparation, Inc.）を支援する形で、北米のラリーレイド及びクローズドで開催されるオフロードレースに参戦。初年度でSCOREインターナショナルのドライバー・メーカータイトルを獲得した。以降1984年から1999年までオフロード界を席巻し、MTEGのマニュファクチャラーズタイトルを11連覇した。その後もタンドラ・タコマがトラックを用いたオフロードレースで現在に至るまで圧倒的な活躍を見せ、MTEG、CORR、TORCなどの各団体で圧倒的な数の総合タイトルをさらっていった。また1992年と1999年にはバハ1000で総合優勝を果たしている。
北米以外では、1995年からはトヨタ車体がTLC（チーム･ランドクルーザー）を組織してランドクルーザーでダカールラリーに挑戦しており、市販車無改造のディーゼル部門において1996年から2022年までの21回の開催中、6連覇を2度、10連覇を1度含む22回のクラス優勝を手にしている。市販のランドクルーザーは、この活動で得た知見を設計にも反映させており、「GR SPORT」も発売されている。
2012年からは南アフリカ法人のトヨタが改造したハイラックスで最高峰クラスに挑戦、2019年に8台体制を敷いてきたMINIのワークス勢を破ってナッサー・アル＝アティヤ/マシュー・バウメル組が念願の総合優勝を果たした。このハイラックスはクロスカントリーラリー・ワールドカップにも参戦しており、2016・2017年にアル＝アティヤ/バウメルによってドライバー・チームタイトルを獲得している。2022年には同じ二人で2度目の総合優勝を果たしている。
耐久性の高いトヨタ車はプライベーターチームの間でも人気があり、ランドクルーザー、ハイラックス、スターレット、カリーナ、カローラレビンなどが古くから参戦した。1982年には久保田勝/内田正洋組がカリーナ1500で市販車無改造・2輪駆動・バギー・マラソンの4部門において優勝するという快挙を成し遂げた。
また2002年ダカールは完走車の2台に1台がトヨタ車で、2017年大会は四輪車部門エントリー79台のうち36台がトヨタ車という人気ぶりであった。

### 全日本ラリー選手権

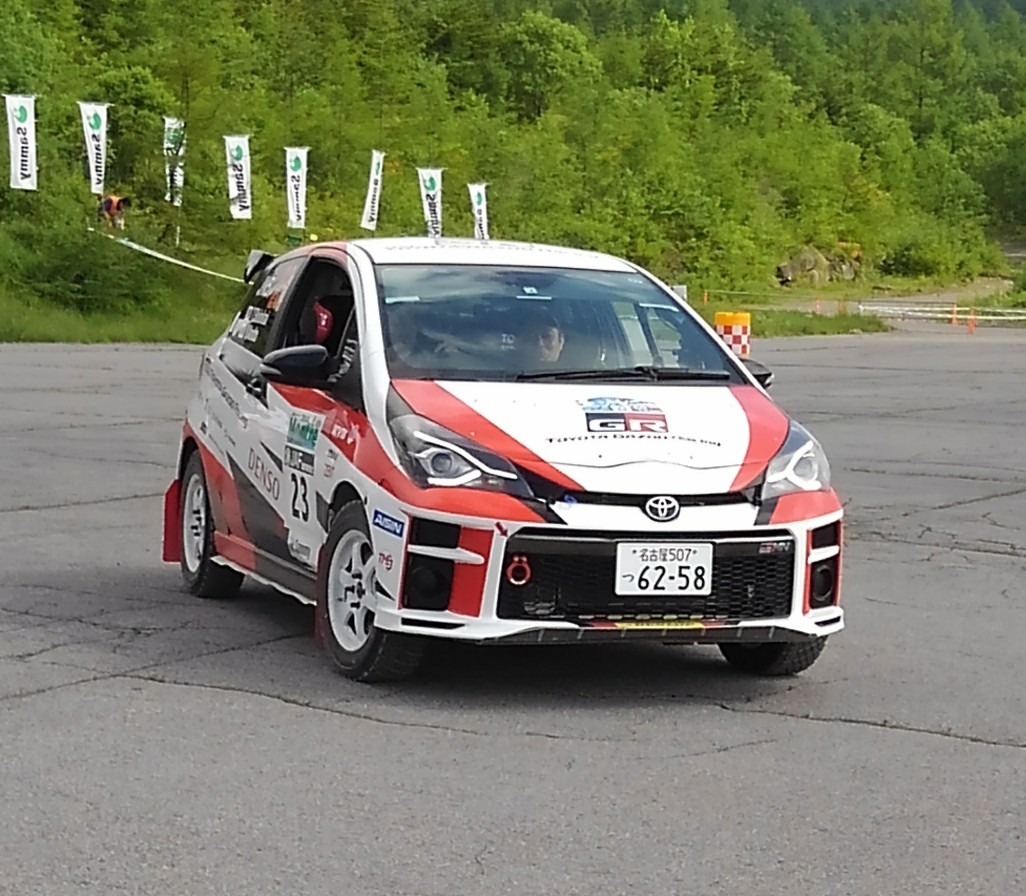
JN5クラスのヴィッツ GRMN（2018年）

ヴィッツの生産を担当している豊田自動織機がチームを組織して、ヴィッツによるラリー活動を行っている。同社の社員でもある天野智之/井上裕紀子組が猛威を振るい、同チームは9年連続でクラスチャンピオンを獲得している。
また「凄腕技能養成部」を編入したTOYOTA GAZOO Racingが2015年から参戦し、スポーツCVTの研究やヴィッツGRMNによる挑戦をしている。
2021年からはGRヤリスによるJN1へのワークス参戦を開始。初年度でR5規定で魔改造されたシュコダ・ファビアを破り、初年度で勝田範彦がチャンピオンとなった。

## 耐久レース

### 日本グランプリ

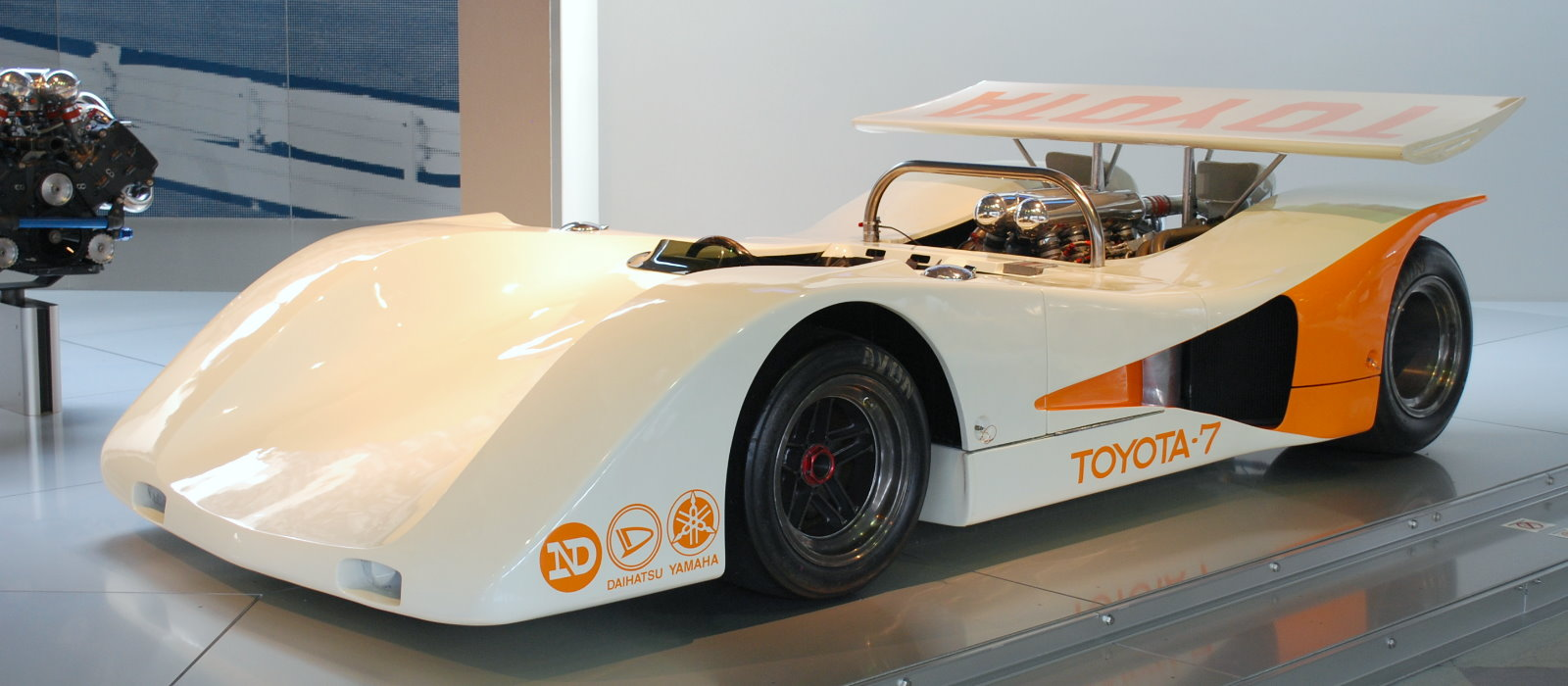
7ターボ

トヨタが初めてスポーツプロトタイプのレースに参加したのは1966年（昭和41年）の第3回日本グランプリである。ただしマシンは市販前の2000GTで純粋なレーシングカーではなく、プロトタイプカーのポルシェ906やプリンスR380に後れを取っていた。
トヨタは1967年の第4回日本グランプリを欠場して、翌1968年（昭和43年）に自社初のプロトタイプレーシングマシン、3リッターV型8気筒エンジン搭載のトヨタ・7をデビューさせる。5月の'68日本グランプリでは日産・R381に敗れたものの、その他のレースで勝利を収める。日産が日本グランプリ以外に消極的であったのに対して、トヨタは耐久レースに積極的に参戦したため「耐久のトヨタ」と呼ばれた。
翌1969年（昭和44年）には5リッターV型8気筒エンジンを搭載するトヨタ・7の第2期モデルが登場する。このマシンもデビュー戦の7月の富士1000kmで勝利を収め、続く8月のNETスピードカップも日産R381を破り優勝。また11月の第2回日本Can-Amも制するが、肝心の10月の日本グランプリでは6リッターV型12気筒エンジンを搭載する日産・R382の前にまたも涙を飲んだ。
翌年に向けてトヨタは日本初の5リッターV型8気筒エンジンにターボチャージャーを装着した第3期モデルのトヨタ・7を開発するが、日産が1970年の日本グランプリの欠場を表明したため、トヨタも欠場することとなる。トヨタの目は世界に向けられ、トヨタ・7ターボでのCan-Amへの挑戦を決意するが、それが決定したまさにその日、鈴鹿サーキットでトヨタ・7ターボをテスト中の川合稔が事故死、これによりトヨタ・7のプロジェクトは白紙にされてしまう。以降1980年代までトヨタはプロトタイプカーのレース活動を中断することになる。

### ル・マン挑戦

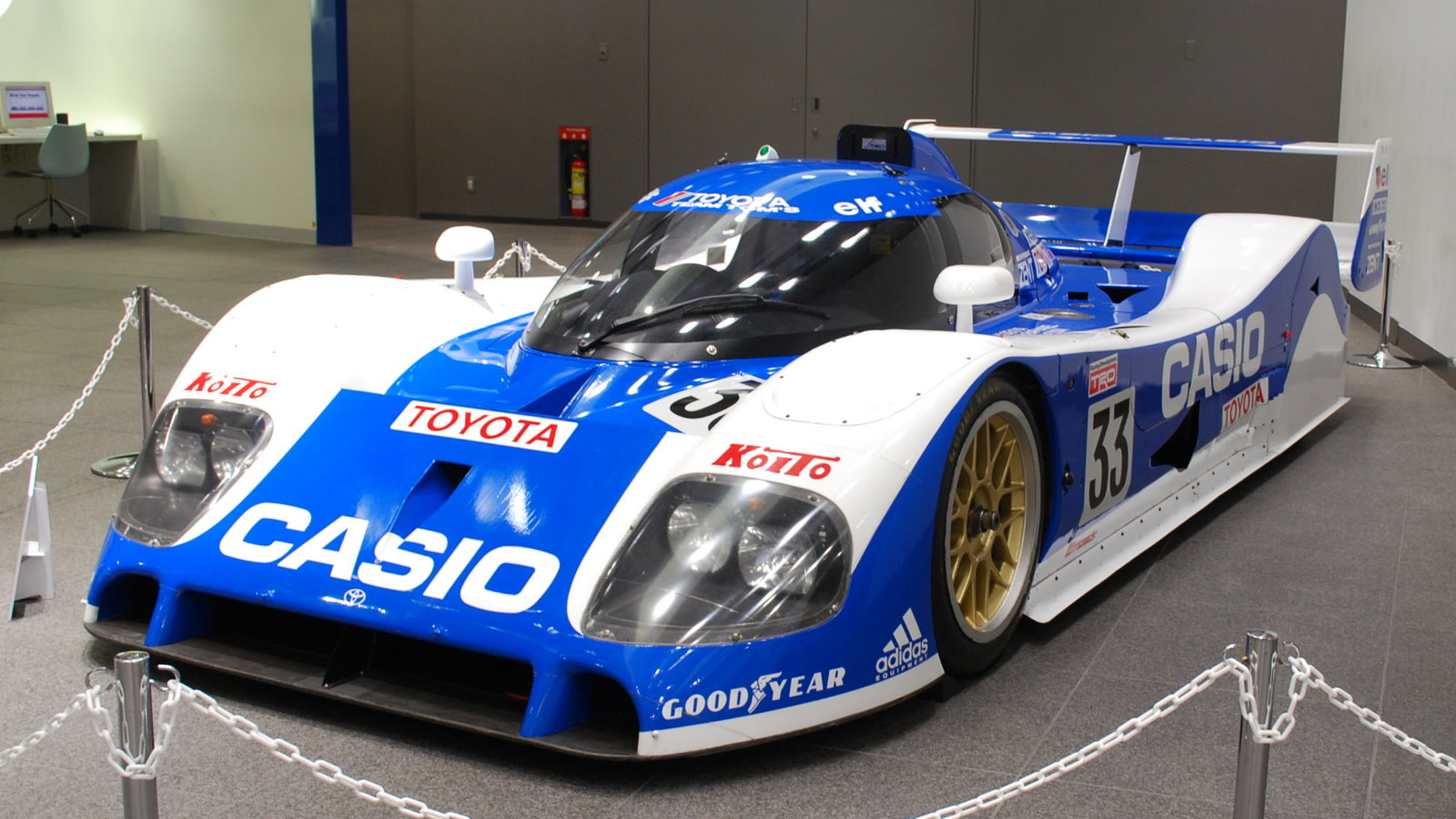
TS010

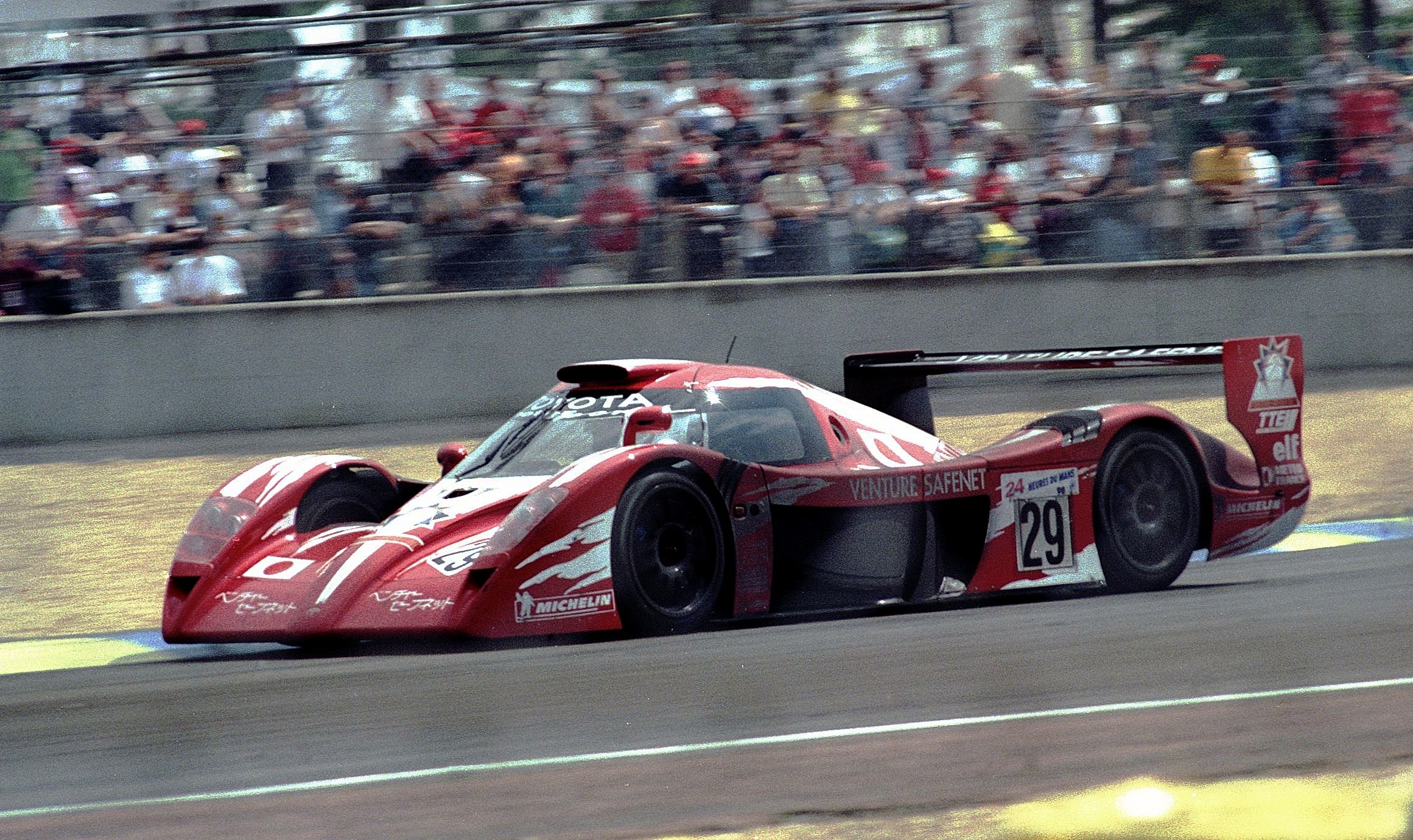
GT-One (TS020)

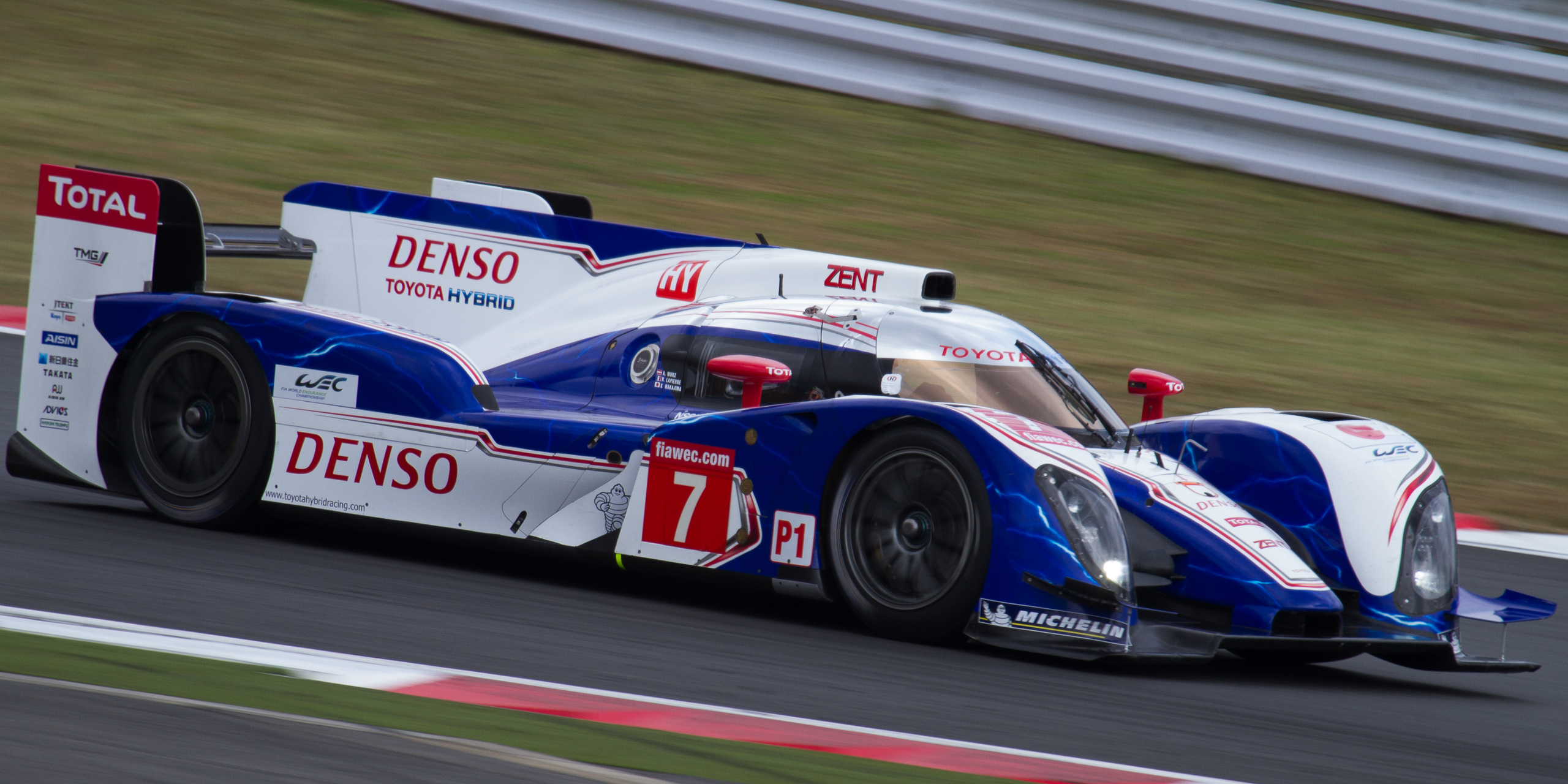
TS030 HYBRID

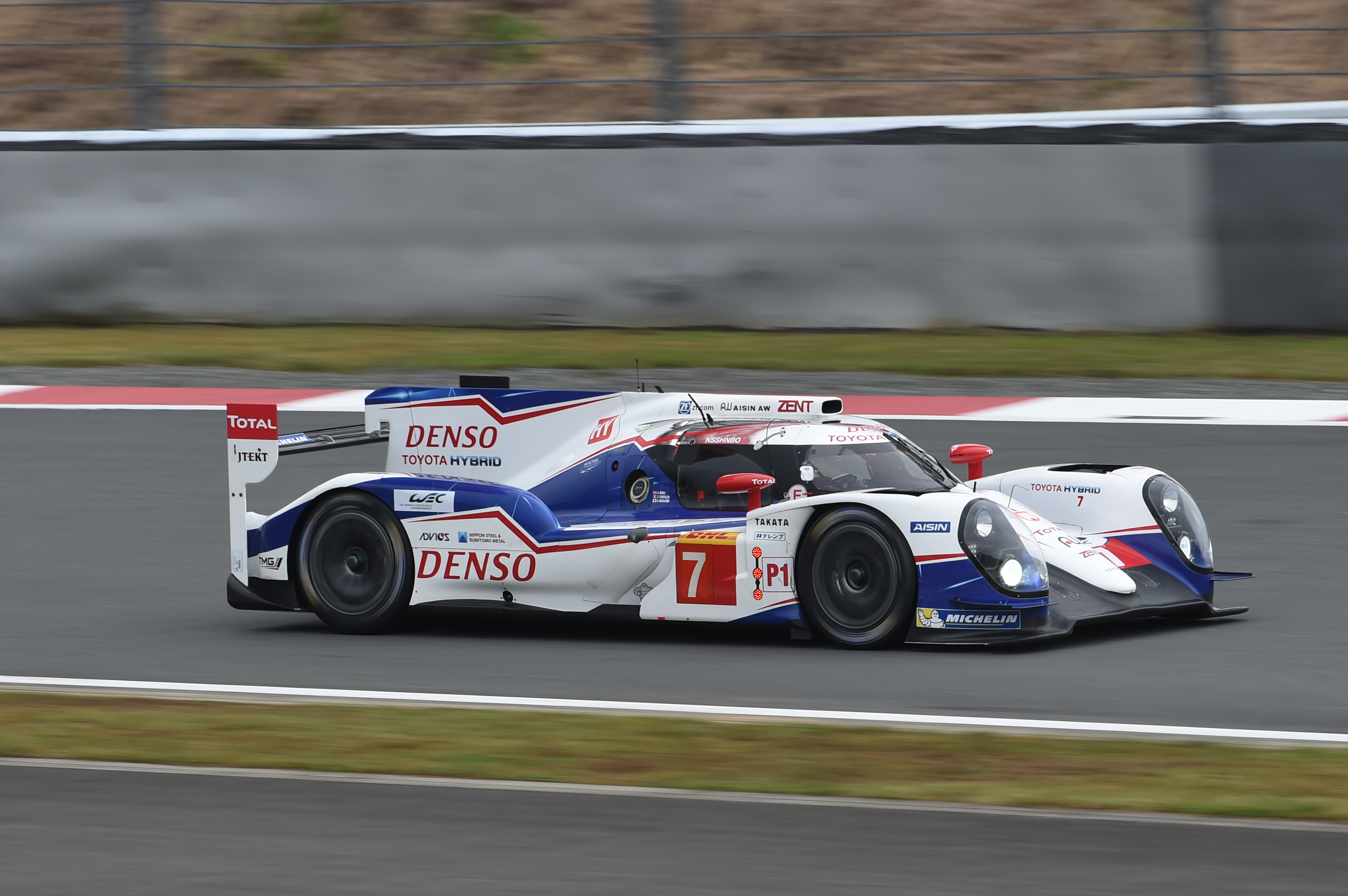
TS040 HYBRID

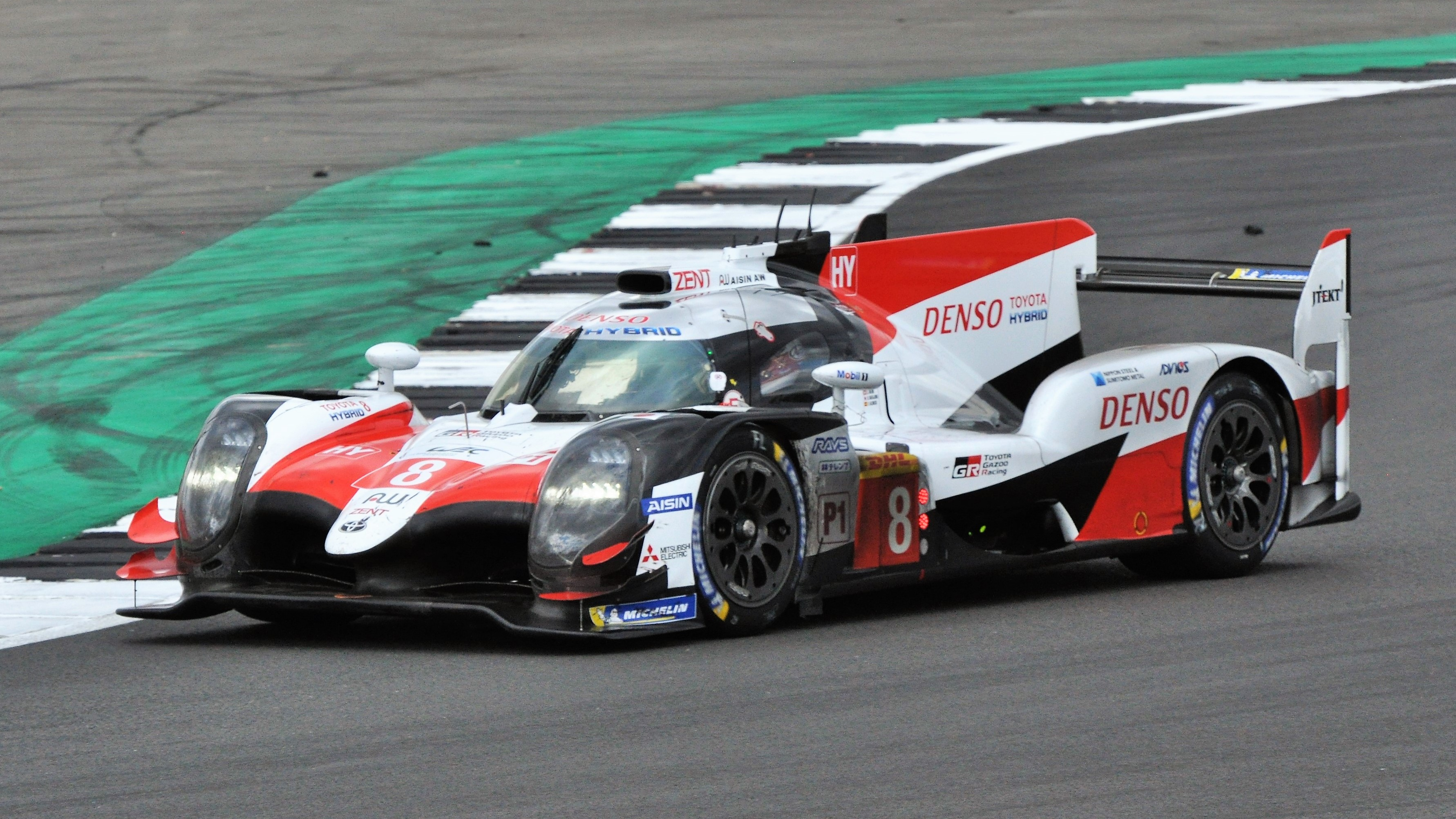
TS050 HYBRID

GR010 HYBRID

1975年（昭和50年）にはシグマ・オートモーティブ（SARDの前身）にエンジンを供給し、シグマ・MC-75がル・マン24時間レースに参戦した。また、1973年にマツダのロータリーエンジンを搭載したシグマ・MC-73のリアウィングには「TOYOTA」のスポンサーロゴが書かれている。
1982年（昭和57年）に世界耐久選手権（WEC）の日本ラウンド (WEC-JAPAN) が初開催されると、童夢とトムスが共同開発したグループCカー、トムス童夢・セリカCにWRC用エンジンをベースにした4気筒ターボエンジンを供給した。
1983年（昭和58年）から始まる全日本耐久選手権（1987年（昭和62年）より全日本スポーツプロトタイプカー耐久選手権=JSPC）にも参戦。童夢とトムスの共同開発によるトムス・83C（1983年） - 88C（1988年（昭和63年））を経て、8気筒ターボエンジンを新開発し、88C-V（1988年） - 92C-V（1992年（平成4年））を送り込む。1987年（昭和62年）からはトヨタの名を冠した「トヨタチームトムス」として参戦を開始。TRDが開発を主導することになり、マシン名も「トムス」から「トヨタ」となり、オイルショック以降中断していたワークス活動の事実上の再開となった。しかしJSPCではポルシェ・日産に阻まれ、トヨタのみの新グループC規定クラスではタイトルを獲得するが、実質的には無冠で終わった。
1985年（昭和60年）からはル・マン24時間レースにも参戦を開始し、1989年にはイギリスのトムスGBを拠点として世界スポーツプロトタイプ選手権 (WSPC) にもフル参戦する。ル・マンには1990年（平成2年）まではターボエンジン車で参戦し、1992年、1993年には当時のF1と同じ規定で造られた自然吸気3.5リッター10気筒エンジンを搭載したTS010で参戦。1992年のスポーツカー世界選手権 (SWC) 第1戦のモンツァで、日本人の小河等が優勝している。同年のル・マンでは関谷正徳が日本人で初めて総合2位表彰台に上がった。
1993年にはサードの93C-VがC2クラス優勝を獲得している。1994年にはサードが92C-Vを改造した94C-Vで出場、しかしポルシェ962CをGTとして改造した掟破りとも言えるダウアー962GTの前にまたも2位に終わる（LMP1/C90クラス優勝）。1995・1996年には続けてサードがスープラでGT1クラスに参戦したが、クラス8位・15位に終わった。
1998年（平成10年）から1999年（平成11年）にかけては、TTEを中心に開発したToyota GT-One (TS020)でル・マンに参戦。マシン性能は他社に比べて優れていたが、マシントラブルのために最高成績は1999年の総合2位止まりに終わる(LMGTPクラス優勝)。
その後、F1参戦のため活動は途絶えていたが、2005年、TMG副社長（当時）の木下美明が童夢代表の林みのるに「オールジャパン体制でのル・マン参戦」を打診。東富士研究所で開発するレーシング・ハイブリッドシステムを童夢のシャシーに搭載し、トヨタワークスとして参戦するという計画で、トヨタ社内で承認の根回しを進めながら、2008年には童夢・S101で実走試験を行った。また、童夢は助走段階として、同年のル・マンにS102で単独参戦した（3人のトヨタ系ドライバーを起用）。しかし、リーマン・ショックにより2009年末にトヨタF1の撤退が決まり、TMGがスポーツカープログラムを担当することになり、童夢とのジョイント計画は未発表のまま解消された。

2012年にハイブリッドエンジンを搭載するTS030 HYBRIDで、ル・マン24時間を含むFIA 世界耐久選手権に復帰。オペレーションはTMGとオレカがジョイントして行うことになった。日本人ドライバーとして石浦宏明が参戦する予定であったが、腰を痛めていたこともあり中嶋一貴が代わりに参戦、そのままレギュラーとなった。
TS030はル・マンでは途中首位を奪うシーンもあったものの、2012年は2車ともリタイヤ、翌2013年のル・マンは2位と4位に終わった。しかしWECでは活躍し、2012年のFIA 世界耐久選手権6戦と2013年のFIA 世界耐久選手権全8戦の計14戦中5勝を挙げた。
2014年からはトヨタ初の四輪駆動LMP1であるTS040 HYBRIDを投入した。ル・マンでは中嶋一貴が日本人で初めてPPを獲るものの、豪雨でのクラッシュとマシントラブルで3位に終わった。一方WECでは全8戦に出場し5戦で優勝したことによりマニュファクチャラーズランキングとドライバーズランキング（トヨタ2車が同点優勝）の両方で悲願のスポーツカーの世界選手権タイトル獲得を果たした。
2015年は、大量の開発費を投入してル・マンで5秒ものタイムゲインをしたポルシェ･アウディについていくことができず、良いところ無く一年を終えている。
2016年はル・マンで勝利することのみを主眼に置いたTS050を、突貫で開発し一年前倒しで投入。その甲斐あってル・マンでは終始有利な展開で進めたが、残り数時間で2位争いをしていた小林可夢偉がスピンし、ポルシェに2位を盤石にされる。さらに残り6分でトップ快走中の中嶋一貴のマシンに駆動系トラブルが発生、残り3分でファイナルラップに入った瞬間にホームストレート上にストップし、ポルシェに抜き去られてル・マン制覇の悲願は露と消えた。WECでは苦戦を強いられたが、富士では戦略とこの年デビューした小林可夢偉の頑張りによって2秒差でアウディから逃げ切って約二年ぶりの勝利を挙げた。
2017年のル・マンは三台体制となり、3台目に前年スーパーフォーミュラ王者の国本雄資がエントリーした。ル・マンでは小林可夢偉がコースレコードを更新する走りで予選ポールポジションを奪取。決勝も最初の6時間を1-2体制でレースを支配したものの、3台ともトラブルに見舞われた。特にトップを快走していた7号車のトラブルは、夜間のSC中のピット出口の赤信号で止まっていたところ、マーシャルと同じ橙色のレーシングスーツを着たアマチュアドライバーが応援のためにサムアップしに来たのを、発信可の合図と勘違いした結果起きたという信じられないアクシデント（偽マーシャル事件）によるものだった。結局この年は8号車が総合8位（クラス2位）に入るにとどまった。WECシリーズを通してはル・マン以降は劣勢であったもののその後挽回し、タイトルには届かなかったが、優勝回数でポルシェを上回った。
2018年のル・マンはTS050二台体制で出場。ワークスのライバルが不在という状況ではあったが、セバスチャン・ブエミ、フェルナンド・アロンソ、中嶋一貴の8号車が優勝、小林可夢偉らの7号車が2位となり、20回目の挑戦にして初めてル・マン総合優勝を成し遂げた。日本メーカーとしてはマツダ（マツダ・787B）以来27年ぶり2度目、日本人ドライバーとしては荒聖治（チーム郷、アウディ・R8）以来14年ぶり3度目のル・マン総合優勝であり、日本メーカーの車両に日本人ドライバーが搭乗して優勝するのは初めてであった。
以降もワークスのライバルが現れない（アルピーヌは型落ちLMP1で参戦）という状況に物議を醸しつつも、2022年までトヨタはWECとル・マンを5連覇することになる。2022年は前年GR010 HYBRIDでル・マンを制した小林がチーム代表とドライバーを兼任し、引退した中嶋の代わりに平川亮がレギュラードライバーに就いた。平川は初年度で、日本人最年少でル・マンを制した。

### 北米スポーツカーレース

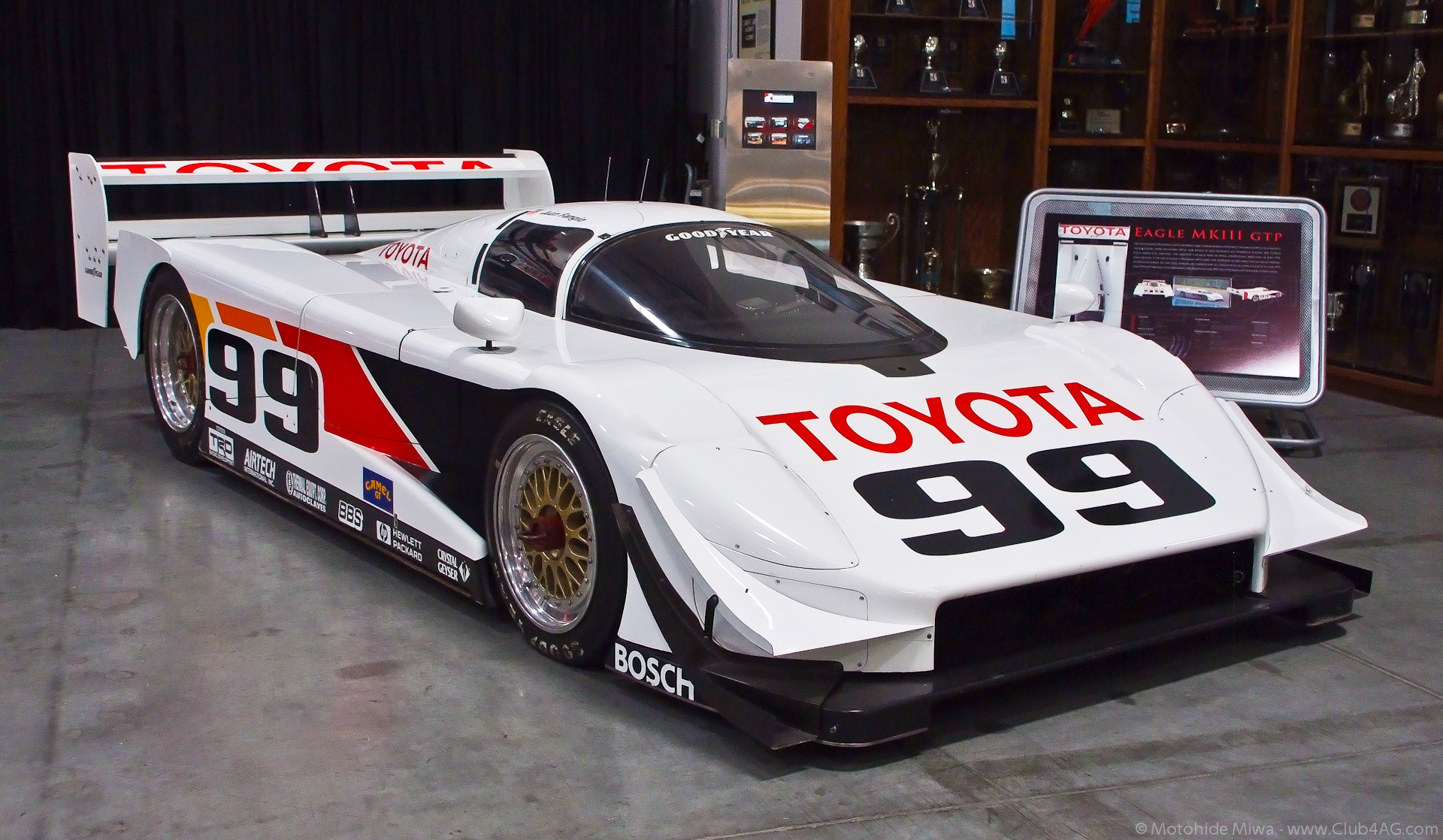
イーグル・マークIII

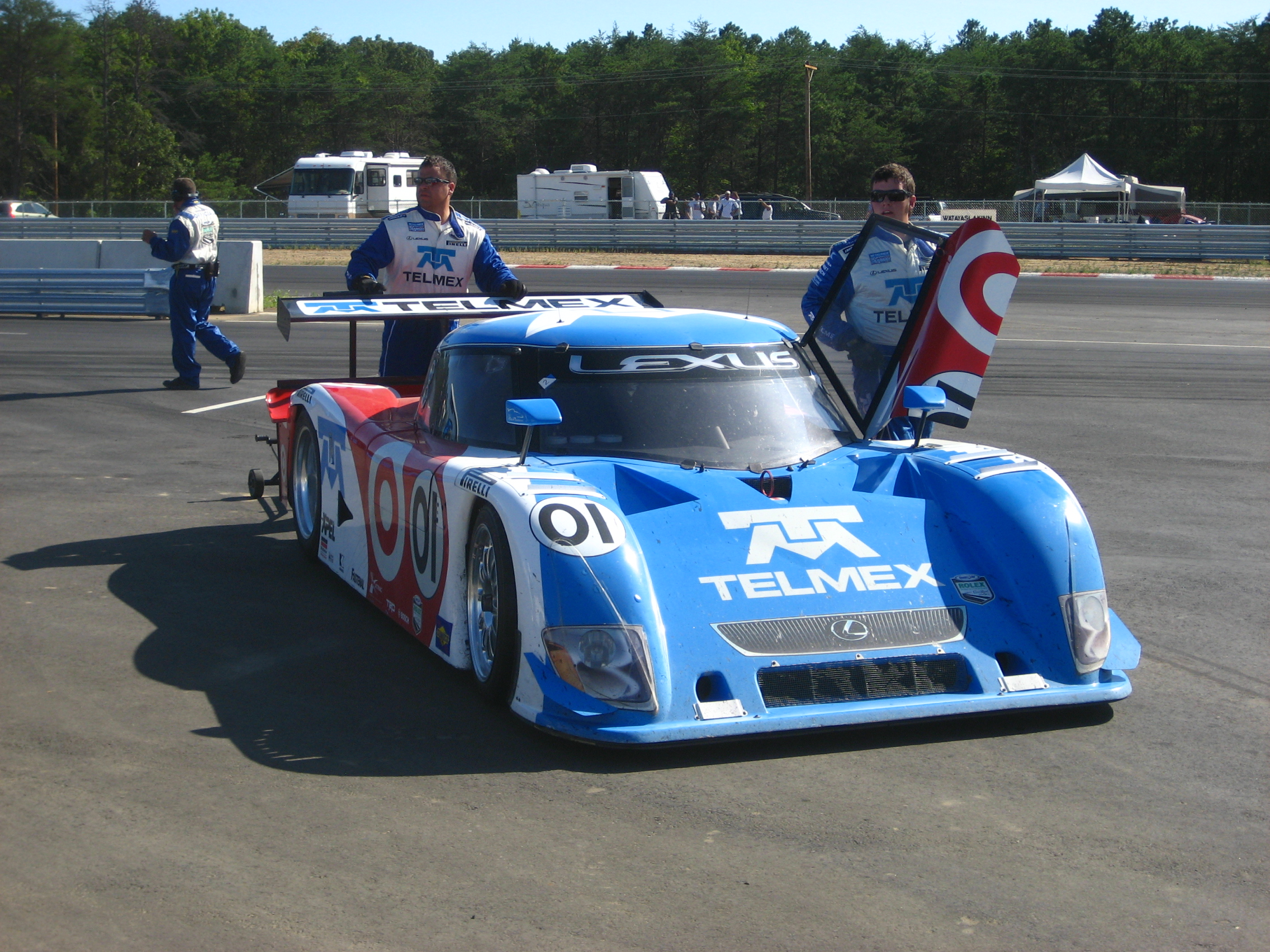
ライリー・レクサス

1968年SCCAに2000GTが参戦したのが、トヨタの北米スポーツカー初参戦となる（年間クラス4位）。その後はトヨタ・7での北米進出を目論んだが、前出の通り頓挫した。
1981年にIMSAのGTUクラスにセリカを投入。1983年にはダン・ガーニー率いるオール・アメリカン・レーサーズ (AAR) と提携し、1985年にGTOクラス初優勝を経て、1987年に日本メーカーとして初めてGTOクラスタイトル獲得した。
1989年よりIMSA最高クラスのGTPクラスにステップアップ。1991年にはトヨタの2.1リッター直4ターボエンジン（3S-G改）を搭載するイーグル・マークIIIを投入。ライバルが戦意喪失して撤退するほどの勝ちまくりぶりで、1992年と1993年にドライバーズ（ファン・マヌエル・ファンジオ2世）とマニュファクチャラーズタイトルを連覇、1993年デイトナ24時間レースと1992・1993年セブリング12時間レースでも勝利を収めた。なお1993年のタイトルは全戦全勝で収めている。

2004年から2009年にも、レクサスのV8自然吸気エンジンを供給する形で、ロレックス・スポーツカー・シリーズ（グランダム）に参戦。チップ・ガナッシ・レーシングとともにデイトナ24時間を3連覇、2008年のドライバーズタイトルを獲得している。

### ニュルブルクリンク24時間レース

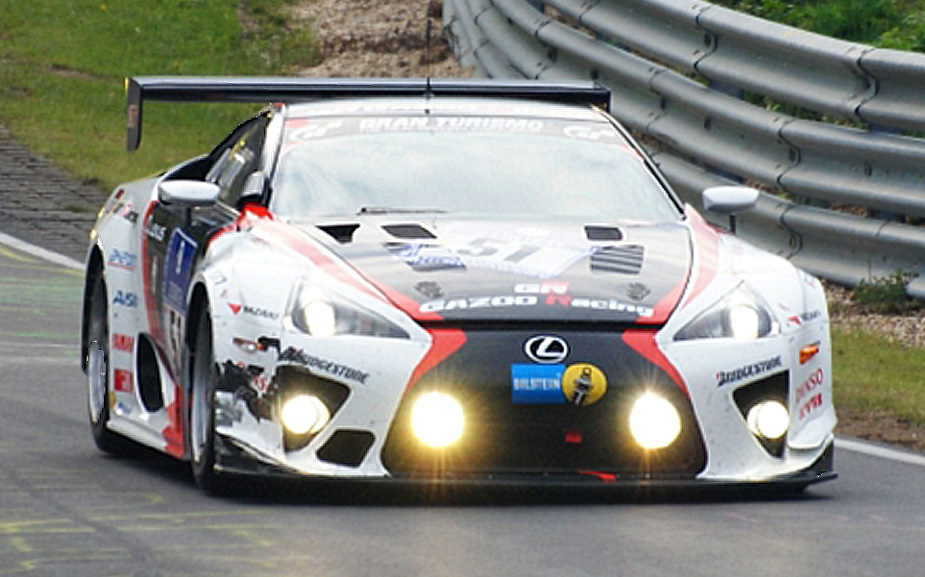
2010年のLFA

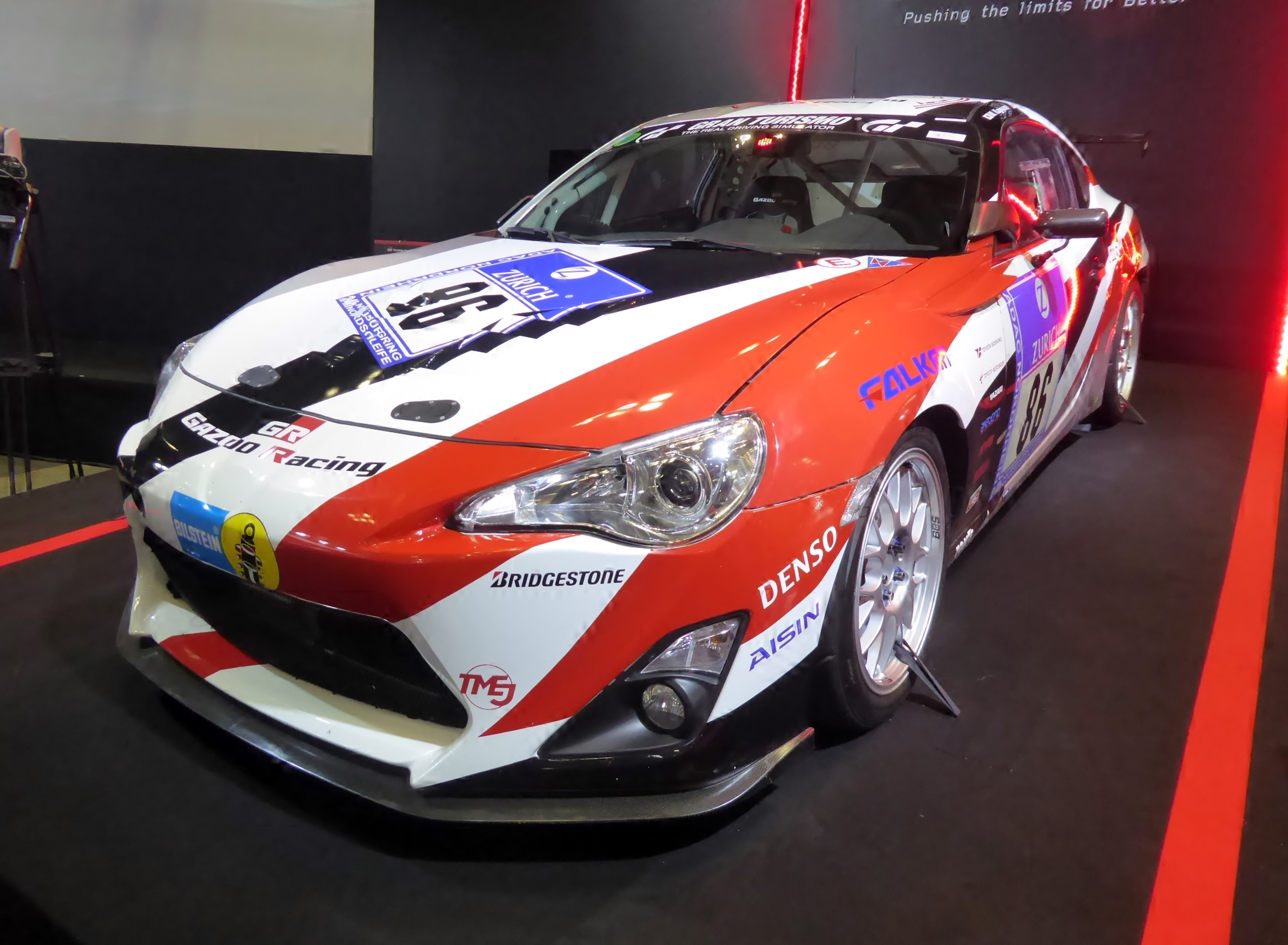
2014年の86

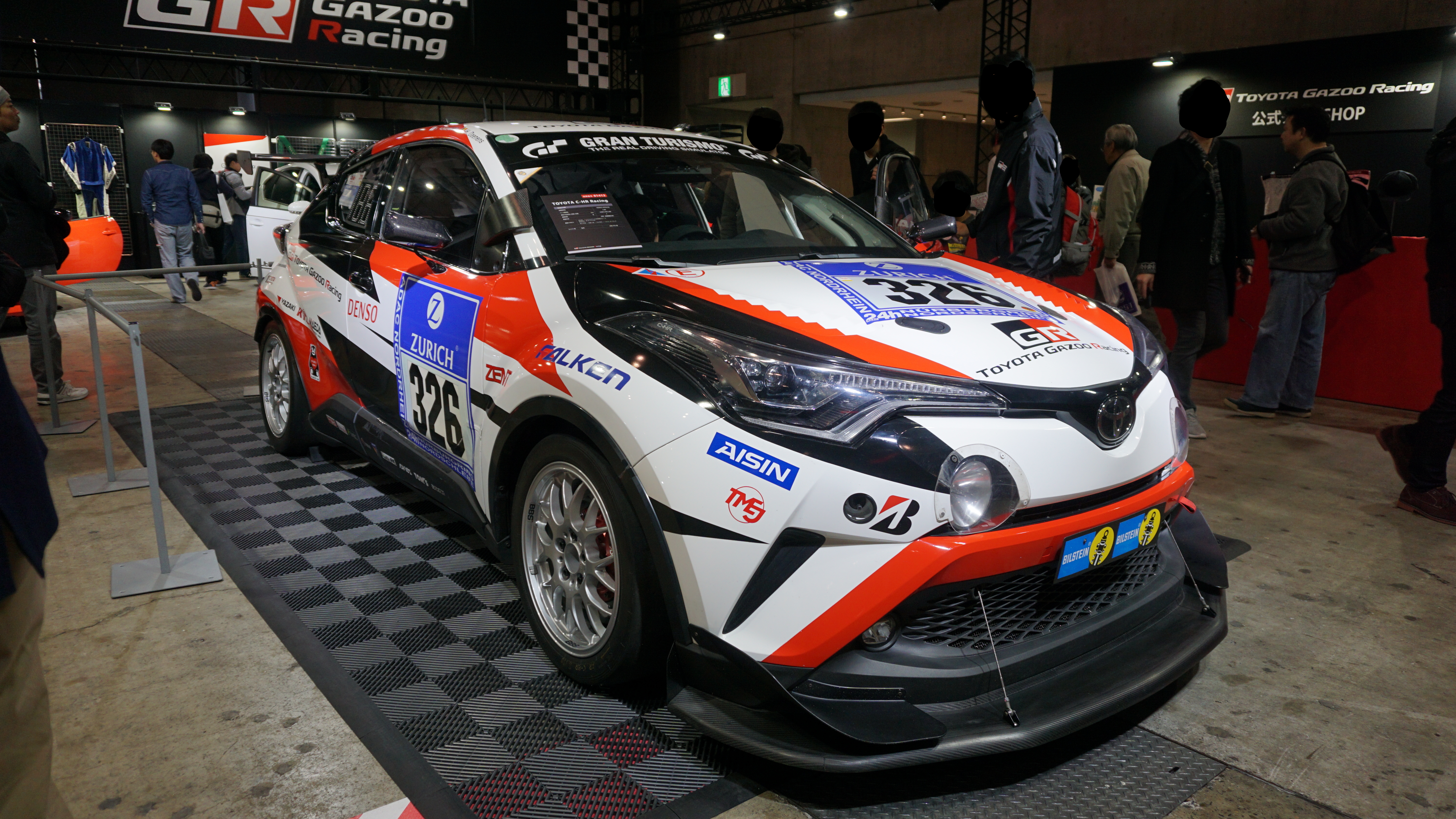
2016年のC-HR Racing

ニュルの耐久レースに始めて参戦したのは、1973年のセリカ1600GTが初であった。6時間耐久であったこのレースには、後に豊田章男の人生の師となる成瀬弘もメカニックとして参戦していた。ピットのガレージを用意してもらえず、傘をさして屋外で作業するなど過酷な環境の中2リットルクラスで優勝（総合6位）し、会場から拍手が巻き起こった。なおこのセリカは同年スパ・フランコルシャン24時間にも参戦し、クラス優勝（総合9位）を獲得している
2005年にはレクサス・RX400hで参戦。ハイブリッドカー、それもSUVという条件であったが完走させることに成功した。
2007年には「Team Gazoo」として当時のトヨタ副社長である豊田章男が社内有志だけで構成されたチームを率いて、SP3クラスにアルテッツァRS200二台で参戦。当初は「トヨタ」を名乗ることが許されなかったというが、豊田が社長に就任してからも差別化のためかあえてしばらく「トヨタ」を名乗らずに活動を続けた。なお、現在も用いられている黒と赤の「GR」のロゴは2010年から使われている。
2008年には発売前のLFAがSP8クラスに参戦。以降2009 - 2011年にLFAの2台体制で参戦、2010年にクラス優勝した。なお、このとき同じピットであったアストンマーティンのCEO・ベッツと章男は親交を深め、2012年のVLNのコラボレーション参戦や、トヨタ・iQをベースにしたアストンマーティン・シグネットの誕生が実現している。
2012 - 2013年はLFAを1台に減らし、代わりにこの年発売となった86を2台採用した。2013年にLFAがSP8、86がSP3クラスで優勝を飾った。
2014年はLFA、86各1台に加えてLFAの特別仕様車「LFA Code X」がSP-PROクラスに参戦。3クラス全ての参戦車両がクラス優勝を収めた。
2015年はLFA Code XとレクサスRCの二台体制で、LFA Code Xが前年に引き続きクラス優勝した。
2016年はレクサス・RCとRC-Fに加え、2005年以来となるSUVのC-HR Racingが参戦。VLNでは市販車C-HRの開発責任者も乗り込んだ。24時間の本番では燃料計算のミスなどはあったものの完走。半年後の発売に向けて実りあるテストになった。
2017年はSP3TクラスにRC一台のみで参戦。スバル・WRX、アウディTT RS2との三つ巴の戦いの中、スバルを上回るクラス2位を獲得した。
2018年はSP-PROクラスに研究開発目的のレクサス・LCを投入。トラブルに見舞われながらも完走を果たした。
2019年は前年同様LCと、新発売のGRスープラを併せて投入。どちらも完走を果たした。コロナ禍の影響もあり、2025年に参戦するまではニュル参戦までに6年間のブランクが空くことになる。
2025年は、6年ぶりにTOYOTA GAZOO ROOKIE Racing（略称：TGRR）として参戦。モリゾウのプライベートチームであるROOKIE Racingと一体化させた。参戦車は「GR YARIS」と「GR Supra GT4 Evo2」。結果は、GR YARISが総合52位（SP2Tクラス1位）、GR Supra GT4 Evo2が総合29位（SP8Tクラス4位）で完走した。

## フォーミュラカー

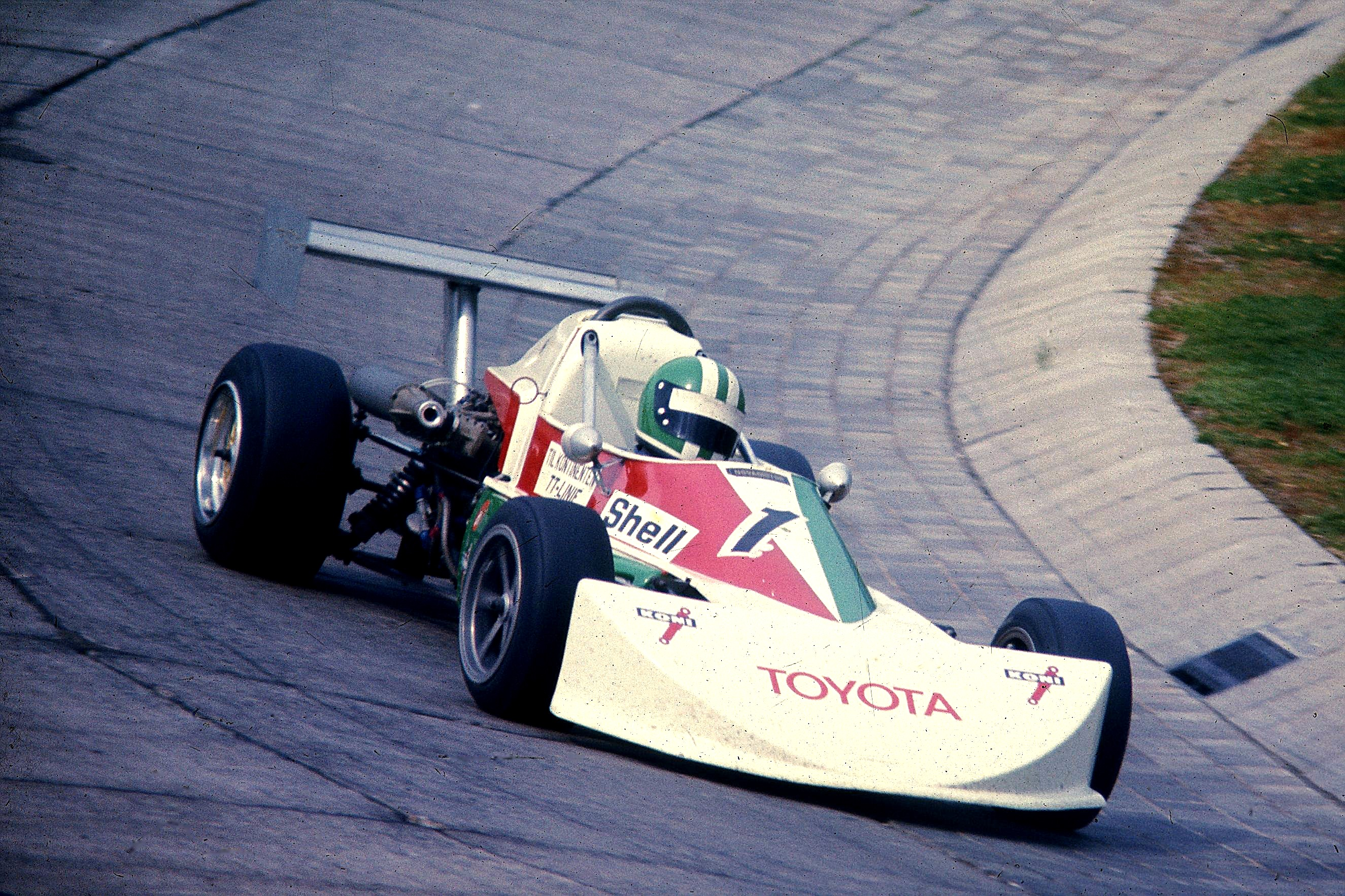
1976年ニュルブルクリンクを走るF3のマーチ・トヨタ

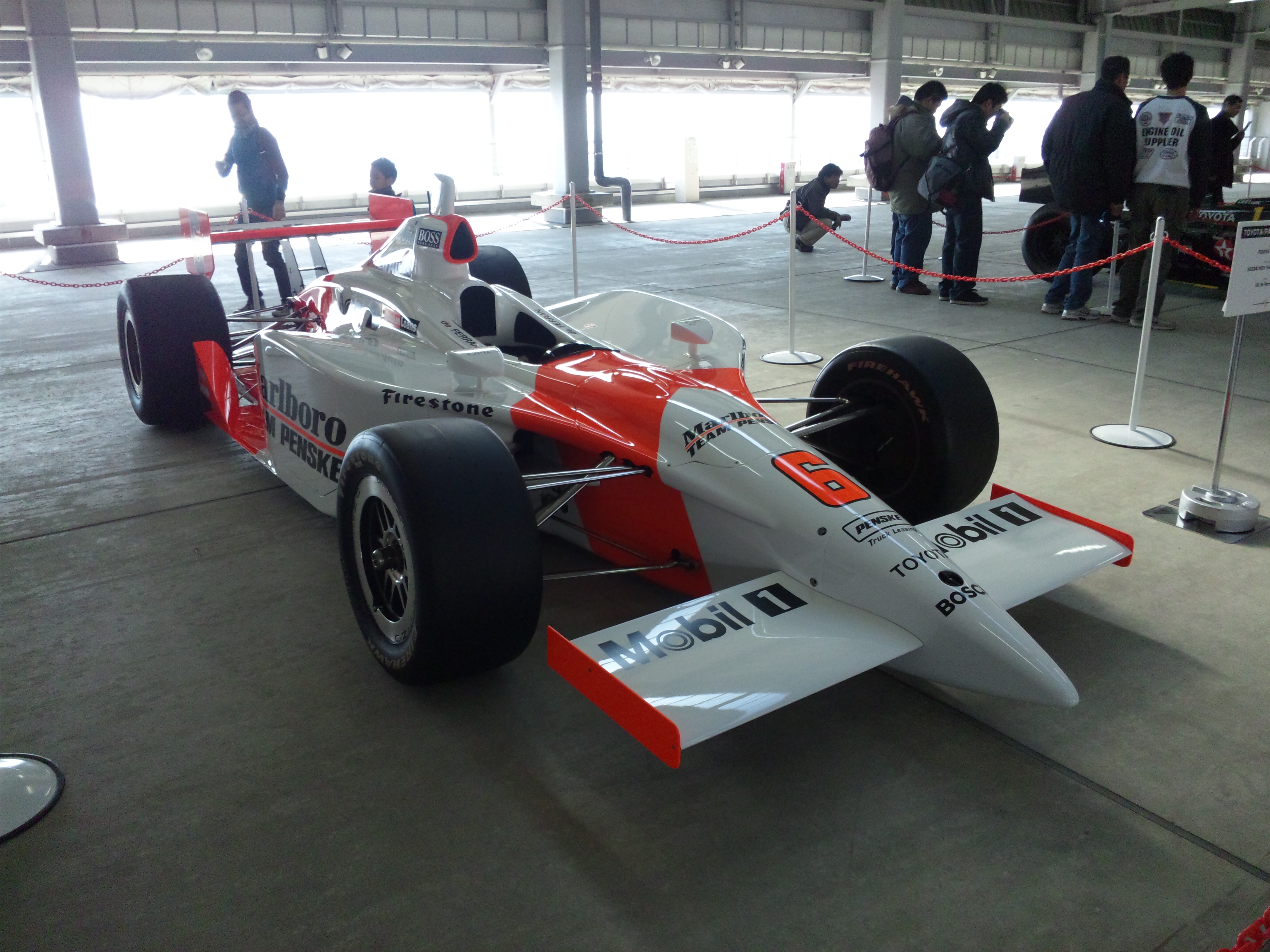
2003年インディ500を制した、チーム・ペンスキーのGフォース・トヨタ

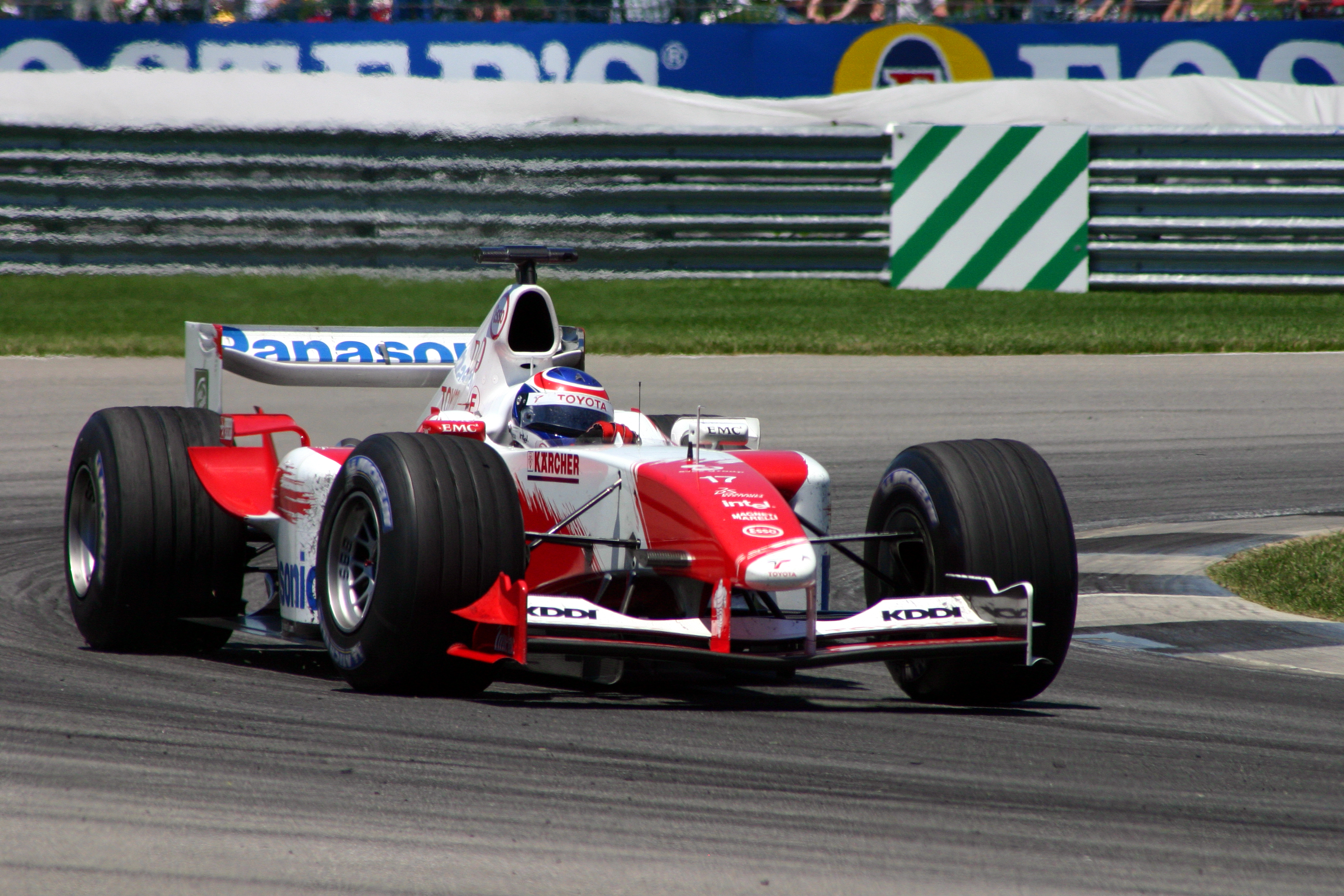
2004年アメリカグランプリのトヨタF1

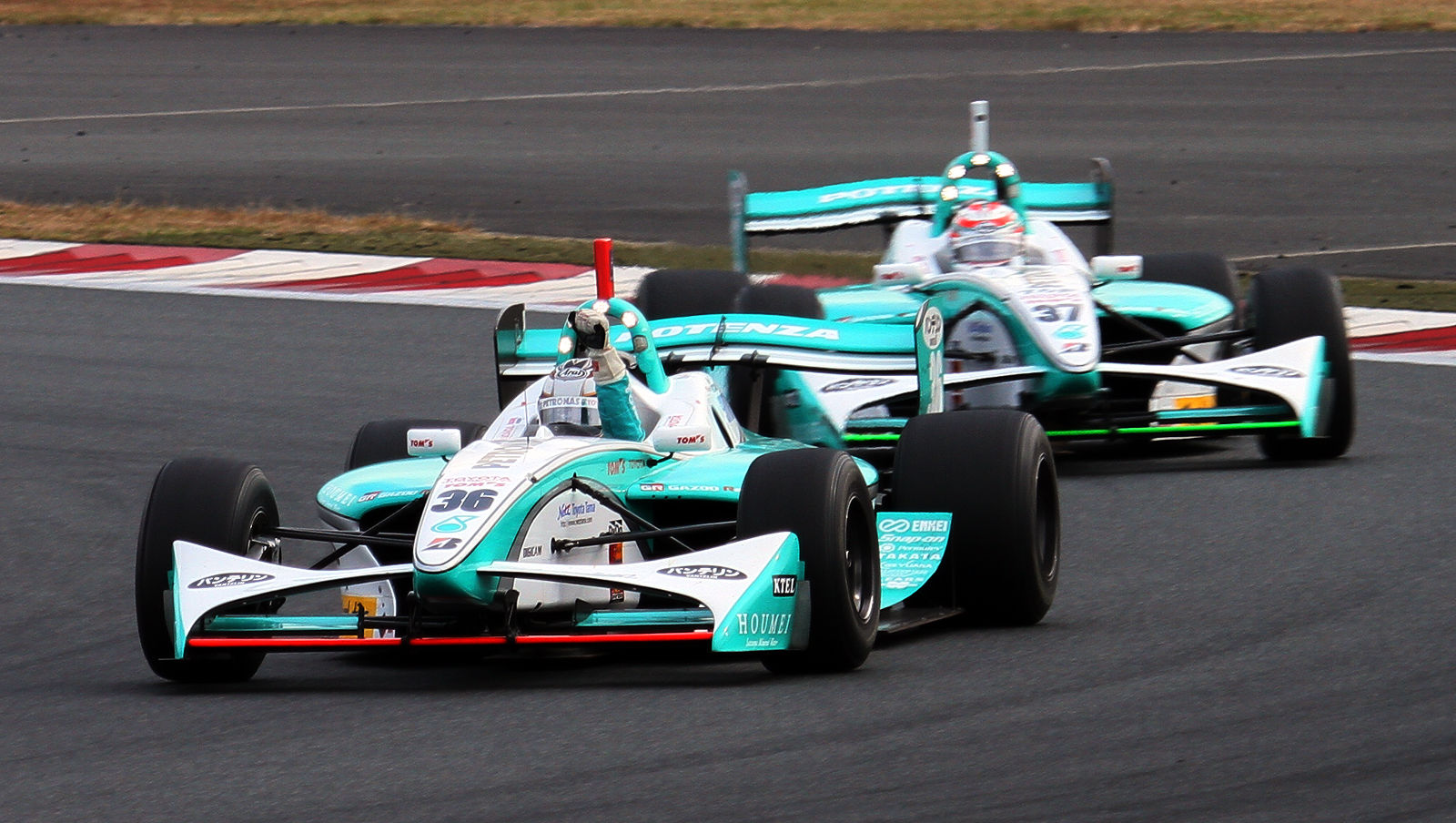
2010年1-2フィニッシュを決めるフォーミュラ・ニッポンのトムス勢

フォーミュラにおけるトヨタは、1974年にイタリアのノバ社がチューニングしたトヨタ2T-GエンジンがヨーロッパのF3界を席巻したことに始まる。特にイギリスF3では9年連続でチャンピオンエンジンの金字塔を打ち立てた。このエンジンは日本にも逆輸入され、1979年から始まった全日本F3選手権でも他メーカーを圧倒した。そのため中嶋悟が1978年にイギリスF3に参戦した際もトヨタエンジンを用いている。
1980年代にはトムスがチューニングした3S-GEエンジンが登場し、こちらもライバルの無限を圧倒して多くのタイトルを獲得している。またマカオGPでも通算7勝を挙げる活躍を見せており、1983年にアイルトン・セナがマカオGPを制したときのマシンもトヨタエンジンを搭載していた
。このクラスへのエンジン供給は、全日本F3がスーパーフォーミュラ・ライツに改名して以降も含めて現在まで続いており、最もチャンピオンを輩出しているエンジンとなっている。また1989年から2005年までフォーミュラ・アトランティックにTRD USAのチューニングした4A-GEエンジンを供給したり、1991年から2007年までフォーミュラ・トヨタを、2005年から現在までオセアニアでトヨタ・レーシング・シリーズを開催するなど、育成としてのフォーミュラには特に積極的である。またトヨタは関わってはいないが、ユーロフォーミュラ・オープンでも前身であるスペイン選手権の2001年以来現在までトヨタエンジンが使用されている。
日本のFIA-F4選手権にもトムスがトヨタ製エンジンのチューニングと供給を行っており、シャシー関連でも童夢と協力している。
トヨタ初のビッグフォーミュラ参戦は1996年（平成8年）アメリカのチャンピオンシップシリーズ (CART) である。エンジン供給の形で、IMSAでもジョイントしていたAARと参戦したが、当初は戦闘力も信頼性も無くエンジンの熟成には時間を要した。しかし2000年（平成12年）にはファン・パブロ・モントーヤのドライブでCART初勝利を達成。2002年（平成14年）にはドライバーズ（クリスチアーノ・ダ・マッタ）、マニュファクチャラーズのダブルタイトルを獲得した。
2003年（平成15年）にホンダと共にCARTから撤退してIRL（インディ・レーシング・リーグ）へ転身し、世界3大レースのひとつであるインディ500を日本メーカーとして初めて制覇。さらに参戦初年でドライバーズ（スコット・ディクソン）、マニュファクチャラーズのダブルタイトルを獲得した。しかし2005年にNASCARに集中するとして撤退した。
F1にはシャーシ・エンジンとも自製するフルコンストラクターとして2002年（平成14年）から参戦。エンジンはウィリアムズF1にも供給され、中嶋一貴が2年間参戦した。しかしリーマン・ショックの影響で2009年（平成21年）シーズン終了後に電撃撤退した。通算ではポールポジション3回と13回の表彰台を獲得したが、コンストラクターズランキングは最高4位に留まり、優勝は一度も達成できなかった。
国内では2006年（平成18年）から2022年現在まで、SUPE GT（GT500）とエンジンの基本設計を共有しているフォーミュラ・ニッポン、およびその改称のスーパーフォーミュラにエンジン供給し、唯一のライバルであるホンダと長年に渡って戦い続けている。

## ツーリングカー / GTカー

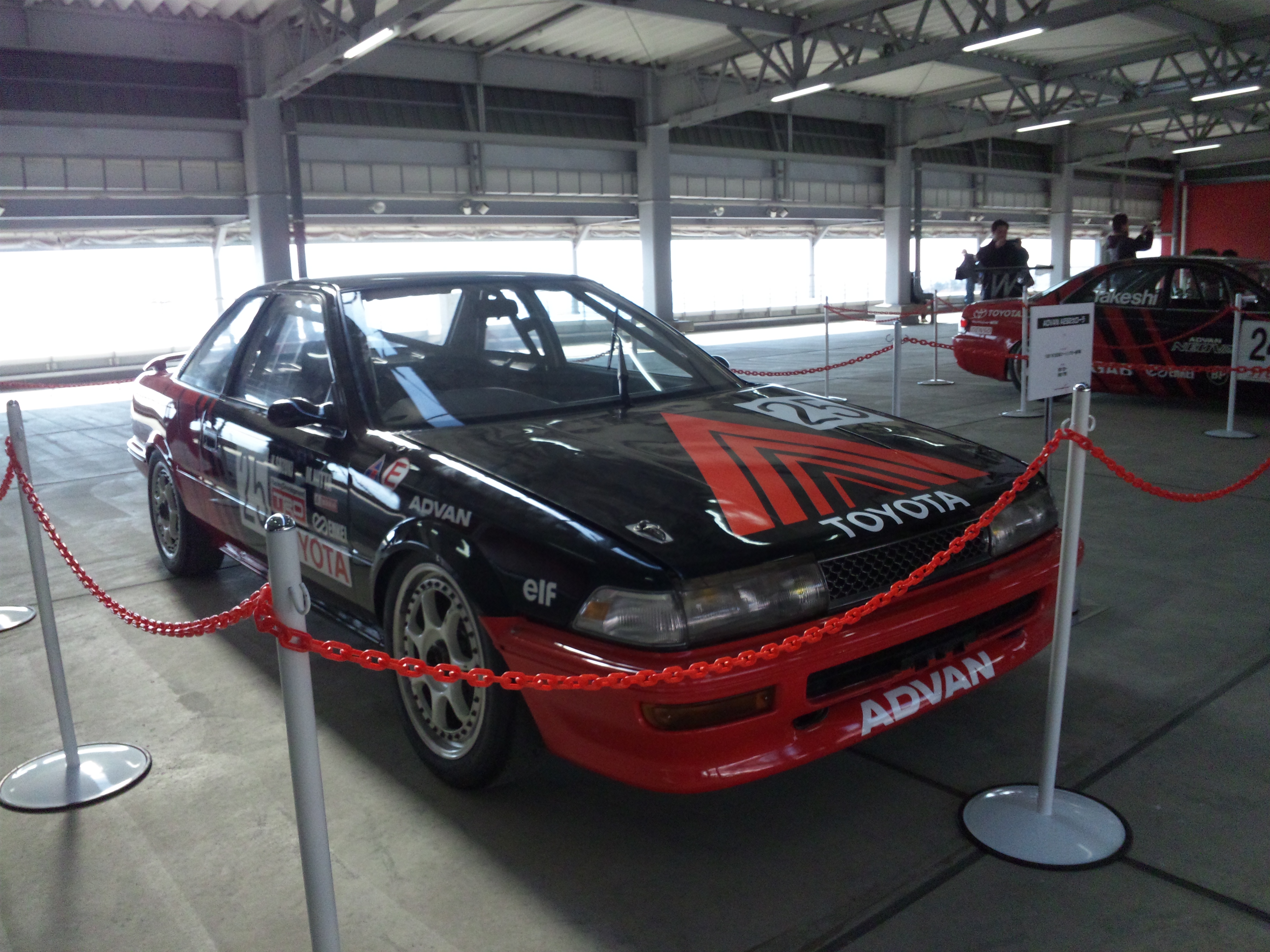
JTC-3王者のADVANカローラ（AE92）

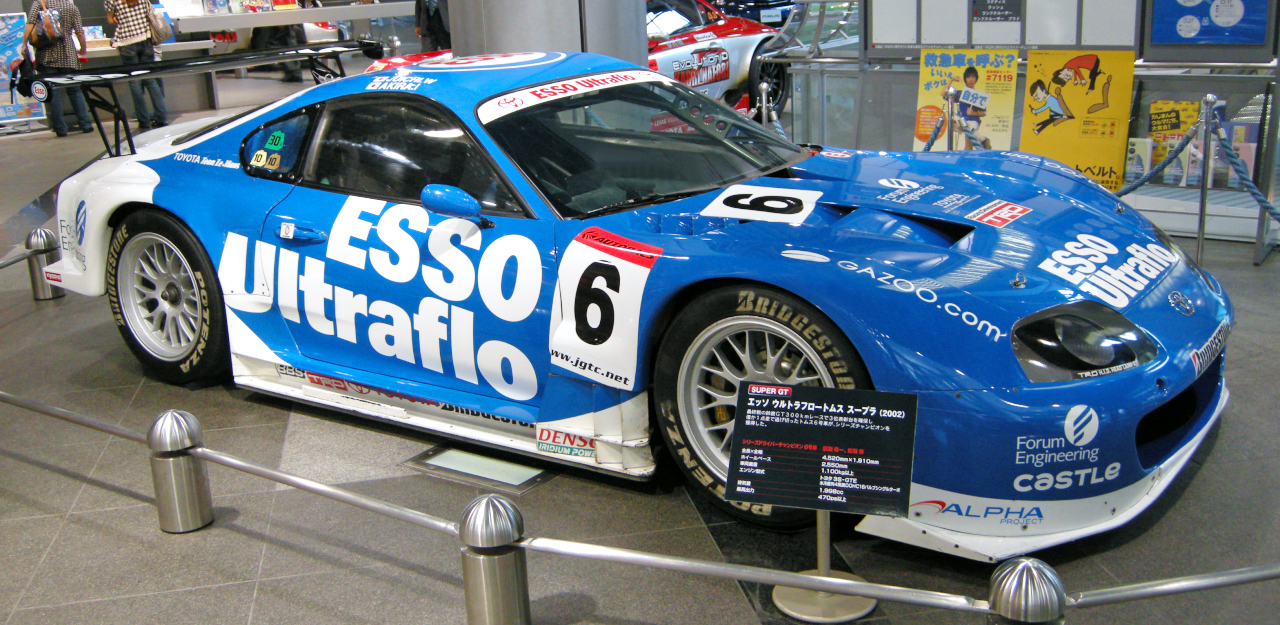
JGTC GT500のスープラ

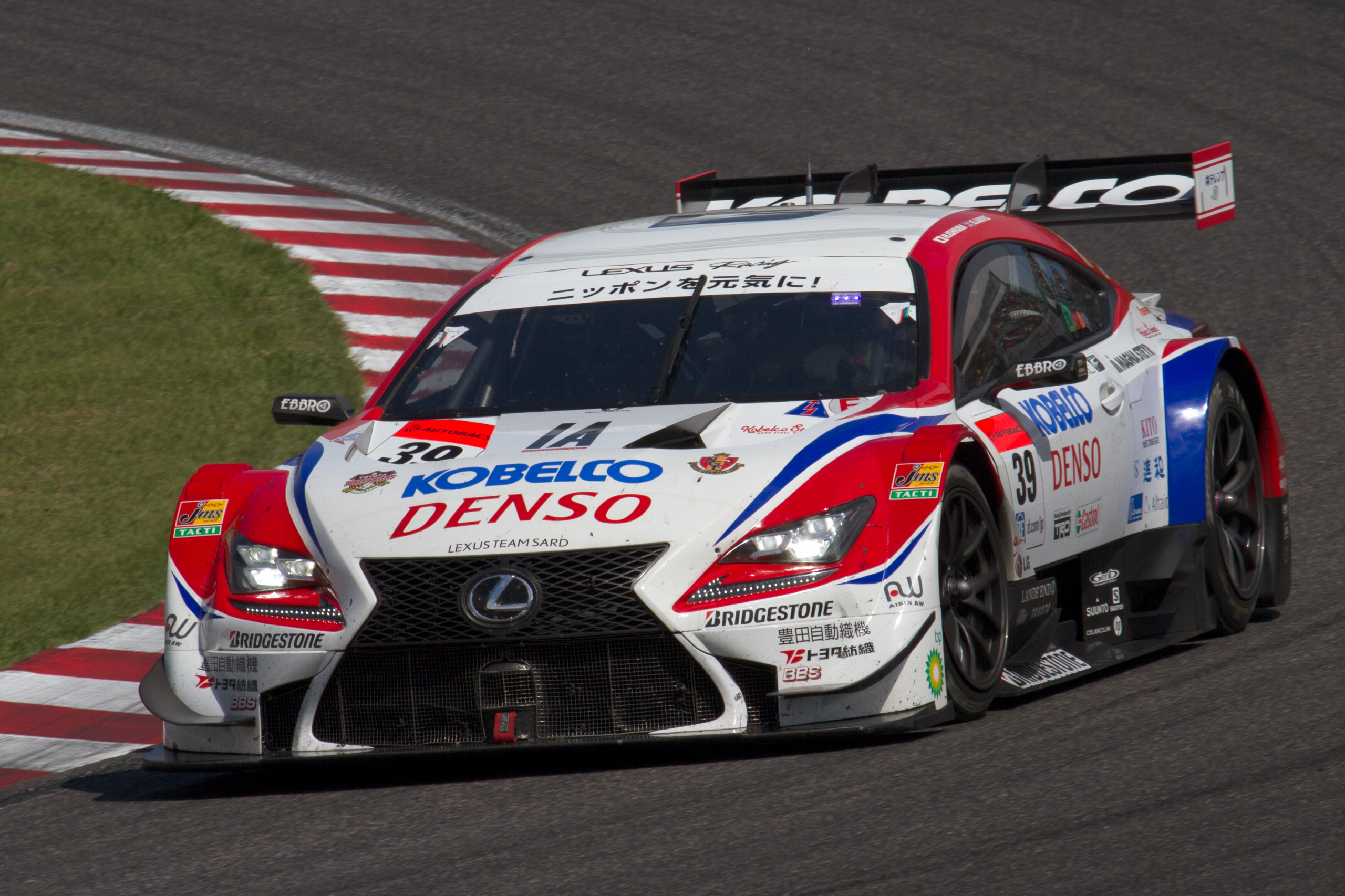
2014年SUPER GT GT500のRC-F

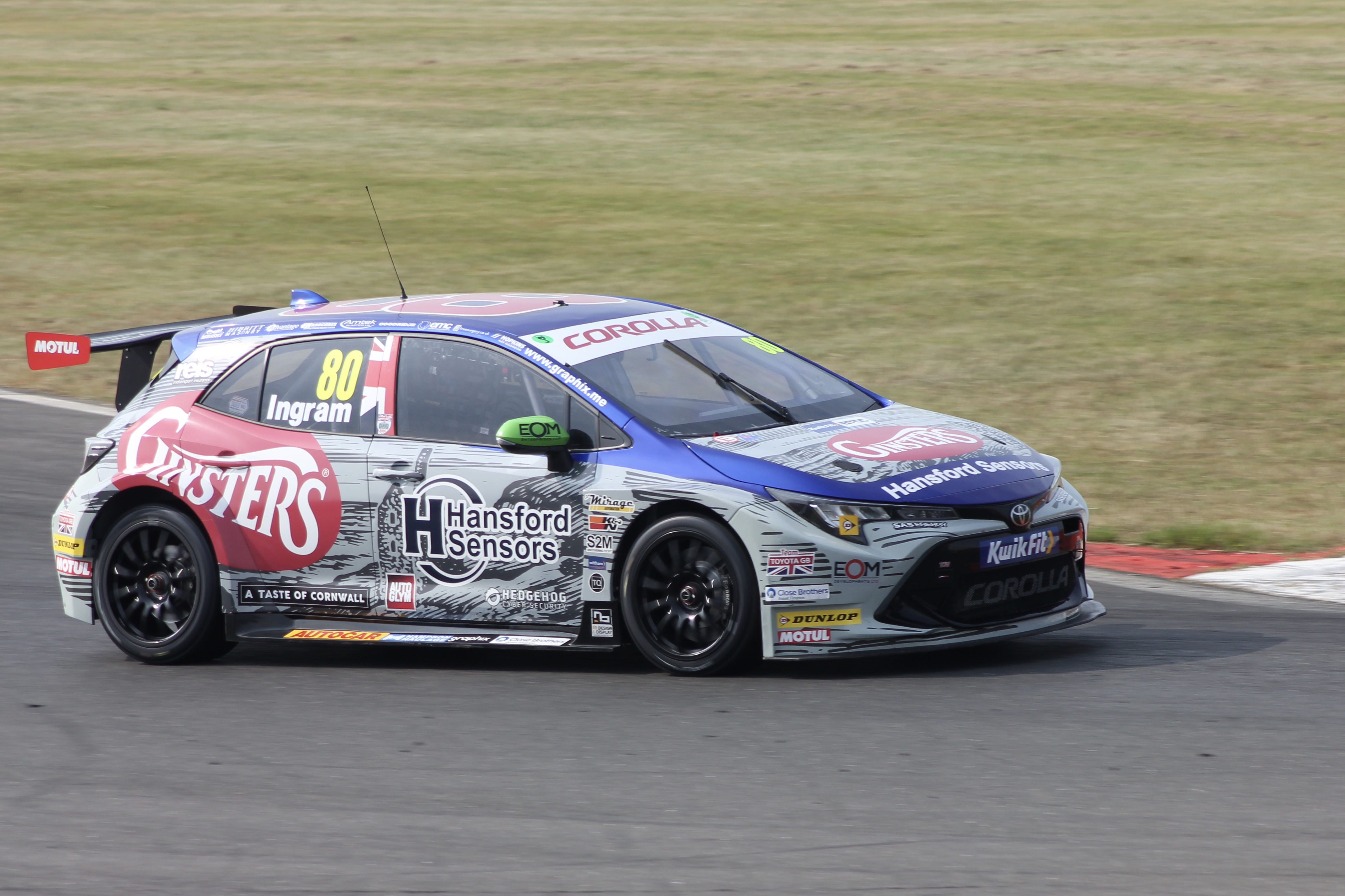
BTCCに参戦するカローラスポーツ

1963年（昭和38年）に初開催された日本GPにパブリカ、コロナ、クラウンが出場。「レースには積極的に関与しない」という国産メーカー間の紳士協定の裏で、トヨタ自工は密かにチューンした「裏ワークスマシン」を投入して出場3クラスを制覇した。その成績を大々的に宣伝したことがプリンスなど他メーカーを刺激し、ワークス対決のきっかけとなる。
市販車ベースのレースでは、2000GTと1600GTやS800が活躍した。1966年の鈴鹿1000kmレースでは二台の2000GTでワンツーフィニッシュ、翌年も鈴鹿500kmレースで優勝、1967年の富士24時間レースではスポーツ800とともに3台揃ってデイトナフィニッシュする完勝を収めた。1600GTのプロトタイプは「RTX」の名で自工ワークスが使用し、ツーリングカーの公認を得てからはプライベーターにも愛用され、日産スカイライン2000GTの牙城を崩した。
1970年代はカローラ / スプリンター、セリカ、スターレットなどが活躍。ワークス活動休止後はプライベーターに放出され、マイナーツーリングレースで激戦を展開した。
グループAのJTC（全日本ツーリングカー選手権）では、ディヴィジョン1にA70系スープラ、ディヴィジョン3にカローラシリーズが投入された。ディヴィジョン3のAE86やカローラFXは総合優勝を果たすという快挙を達成したが、ホンダ・シビックが台頭すると劣勢となった。同時期のイギリスツーリングカー選手権（BTCC）では1982・1986・1987年にカローラGT（AE86）がドライバーズ王者マシンになった。
スーパーツーリング規定では全日本ツーリングカー選手権 (JTCC) とBTCCに参戦。初年度はBMWが欧州から送り込んできたワークスのシュニッツァーと一騎打ちの末に関谷正徳がドライバーズタイトルを獲得した。以降は劣勢となったが、最終年は他ワークスの撤退によりトヨタの実質ワンメイクとなった。BTCCではトムスGBがインディペンデントクラスチャンピオンを獲得したが、ワークスによる総合チャンピオンは果たせなかった。
1994年（平成6年）第4戦からは全日本GT選手権（JGTC：現・SUPER GT）に参戦。GT500クラスでは2005年までスープラで4回、2006 - 2013年はレクサスSCで3回、2014 - 2016年はRC Fで1回、2017 - 2019年はLC500で2回、2020年〜はGRスープラで1回ドライバーズチャンピオンを獲得している。
GT300クラスにもレクサスISやMR-Sで参戦、MR-Sではaprの運用により3回のドライバーのドライバーズタイトルを獲得した。2009年からはカローラアクシオ、2012年よりプリウスに車両が変わっている。また2015年よりLM corsaによってRC F GT3が参戦している。aprはプリウスのコンポーネントを流用して2020年以降GRスープラやGR86の開発・他チームへの供給も行っている。
2017年からはレクサス RC-F GT3で海外にも戦場を求め始めており、IMSAのGTDクラスと欧州のGTオープンにセミワークス参戦を開始。2018年にIMSA及びブランパン耐久で初優勝を挙げた。欧州は2020年で撤退した。
スーパー耐久では車両開発を名目に、豊田章男会長のプライベートチームであるROOKIE RacingがGRヤリスやGR86、水素エンジンのGRカローラを投入している。
2019年にTGR GBがBTCCにカローラスポーツを、2020年にTGRブラジルがストックカー・ブラジルにカローラを、2022年にTGRアルゼンチーナがTCRにカローラを投入するなど、各国法人によるツーリングカーレース活動も盛んに行われている。

## NASCAR

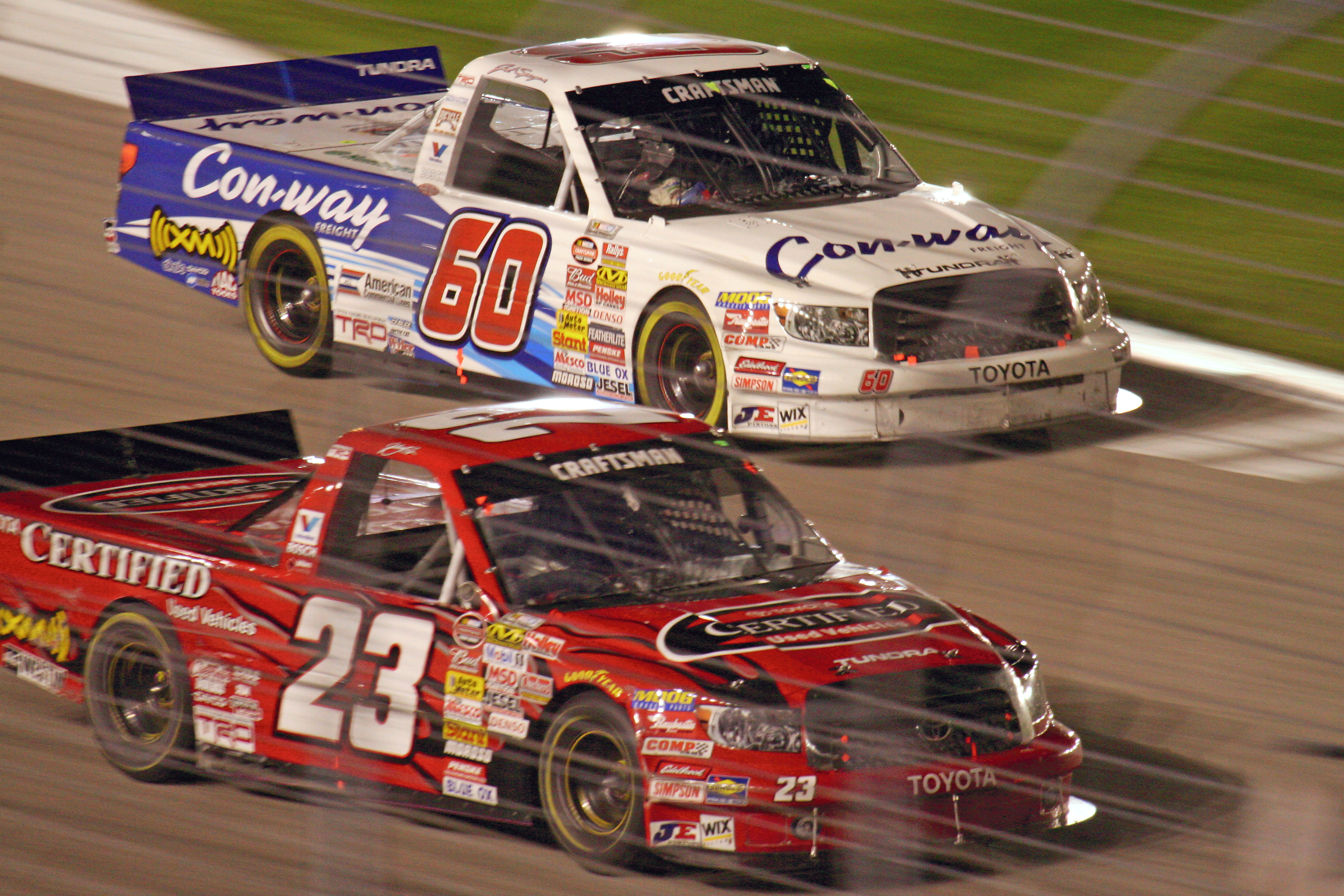
2007年トラックシリーズのタンドラ

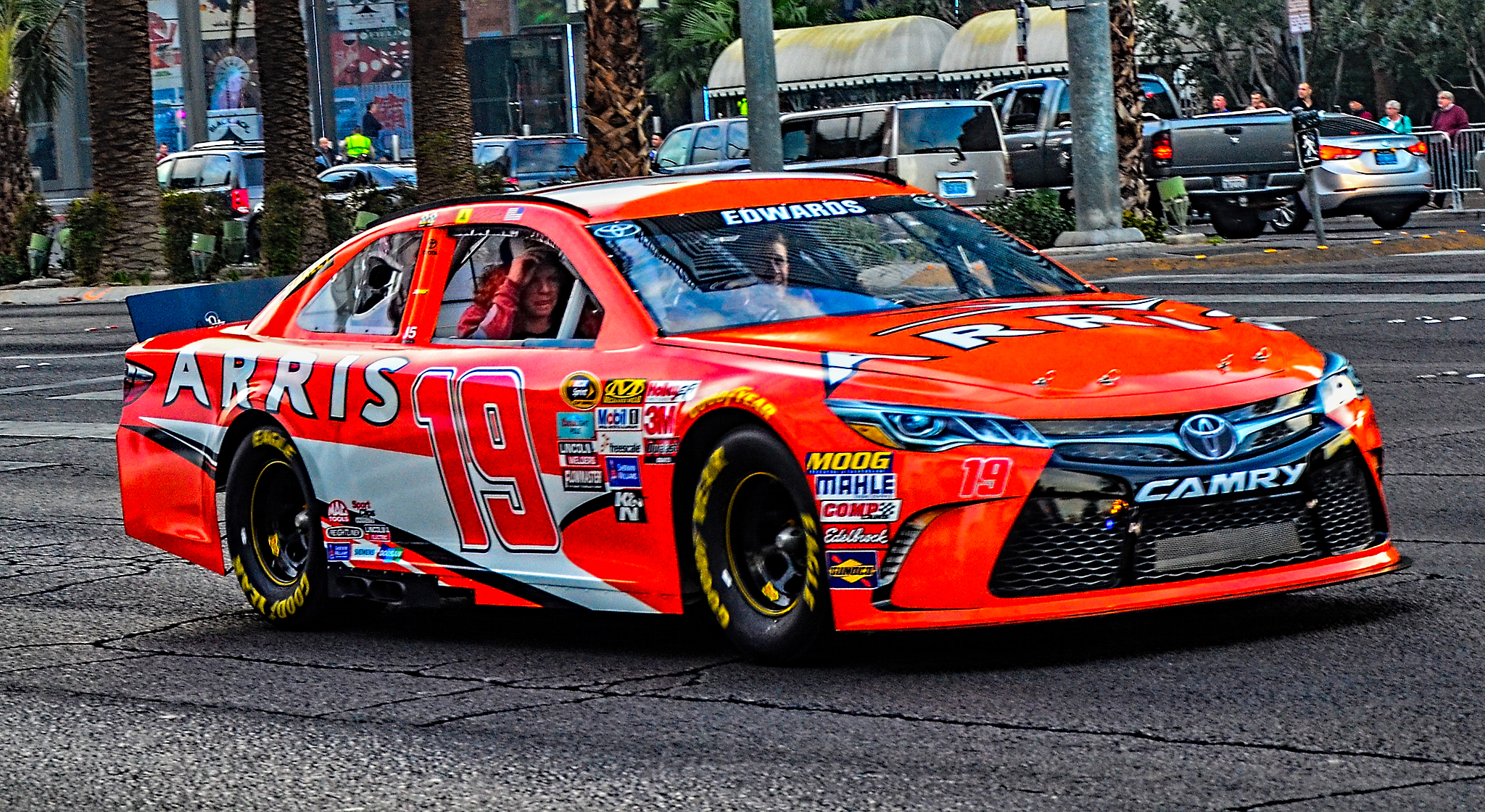
2017年カムリのカップカー

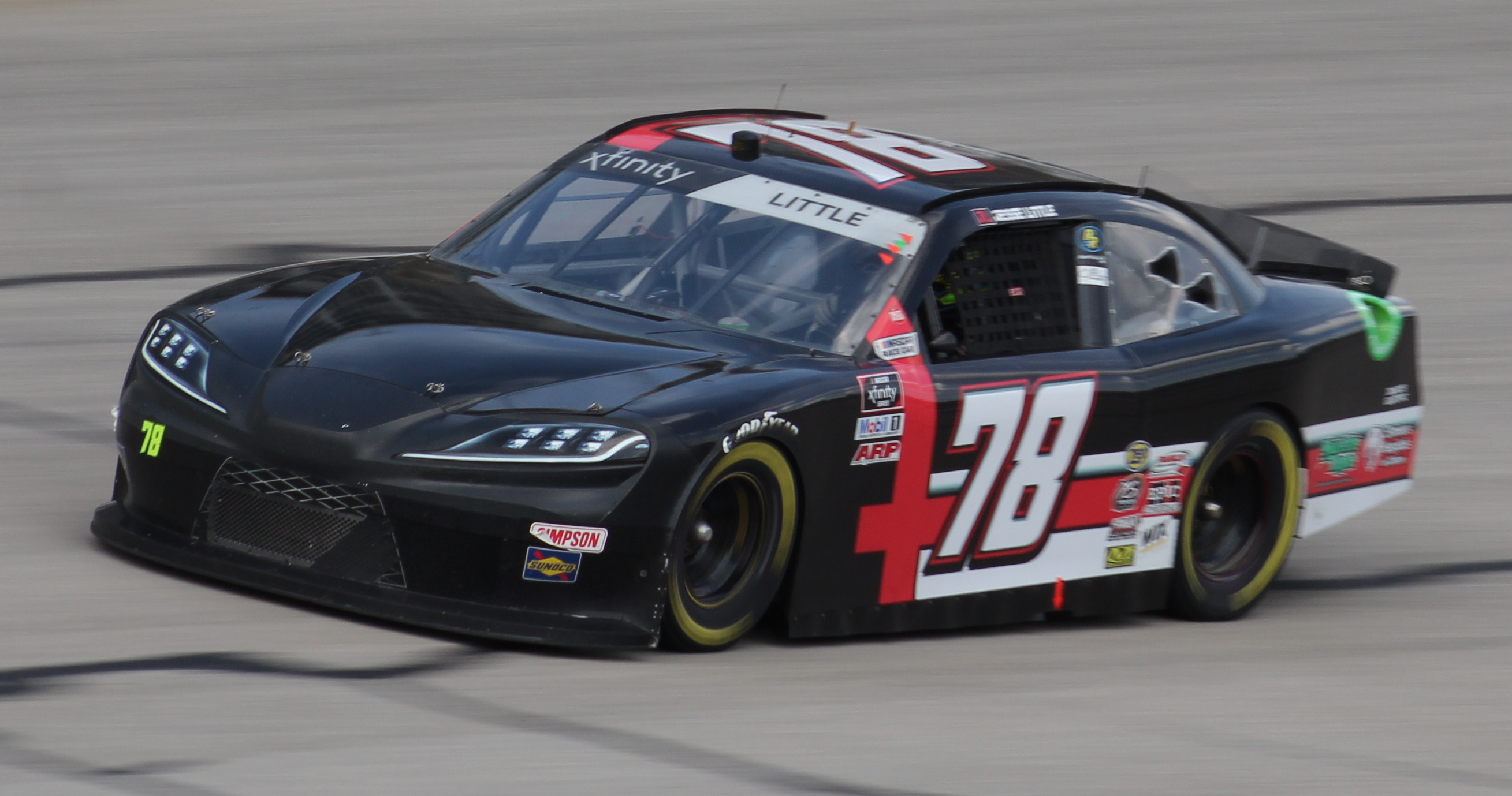
2021年エクスフィニティのGRスープラ

2000年（平成12年）、アメリカのストックカーレースであるNASCARのグッディーズダッシュシリーズにV6エンジンのセリカで参戦したのが最初である。2001年、2002年と総合2位になった後、2003年には初めてNASCARの主催するシリーズでドライバーズタイトルを獲得した。
2004年（平成16年）にはNASCAR三大シリーズの一つであるクラフツマントラックシリーズ（現・キャンピング・ワールド・トラック・シリーズ）にタンドラでステップアップ。三年目の2006年（平成18年）にはドライバーズ、マニュファクチャラーズのダブルタイトルを獲得。その後2017年に至るまで当シリーズで最もマニュファクチャラーズタイトル獲得数の多いメーカーとなって猛威を振るっている。
トヨタ北米進出50周年でもある2007年には、最高峰にあたるネクステルカップシリーズ（現・モンスターエナジー・NASCARカップ・シリーズ）とブッシュシリーズ（現・エクスフィニティ・シリーズ）へカムリでデビュー。翌年の第4戦アトランタで、外国車メーカーとしては1954年（昭和29年）のジャガー以来、日本車メーカーとしては初となる最高峰カテゴリーでの優勝を果たした。
2015年にはカムリを駆るカイル・ブッシュが骨折により開幕戦から11戦目まで欠場という絶望的な状況を大逆転し、日本車初の最高峰でのドライバーズタイトルをもたらした。2016年にはデニー・ハムリンがやはり日本車初となるデイトナ500優勝、シリーズでも日本車初（アメリカ以外の自動車メーカーとしても初）のマニュファクチャラーズタイトルを獲得した。なお2016年はエクスフィニティ・シリーズでドライバー・マニュファクチャラー・オーナー・ルーキー、キャンピング・ワールド・トラック・シリーズでもマニュファクチャラー・オーナー・ルーキータイトルを獲得しており、三大シリーズ戦のマニュファクチャラー部門全てをトヨタが制す大成功の年となった。また同年トヨタのマーティン・トゥーレックス・ジュニアがコカ・コーラ600で全400周中392周、588マイルというリードラップ最長記録を達成している。
2017年はシーズン前半は苦労したが、後半からトゥーレックス・ジュニアとブッシュが2人で13勝（トヨタ全体では19勝）を挙げる活躍を見せた。最終戦ではトゥーレックス・ジュニアが優勝し、ドライバー・マニュファクチャラー・オーナー・ルーキーの四冠を同時に達成した。
2020年から、エクスフィニティ・シリーズのカムリがGRスープラへ変更された。

### その他のアメリカンモータースポーツ

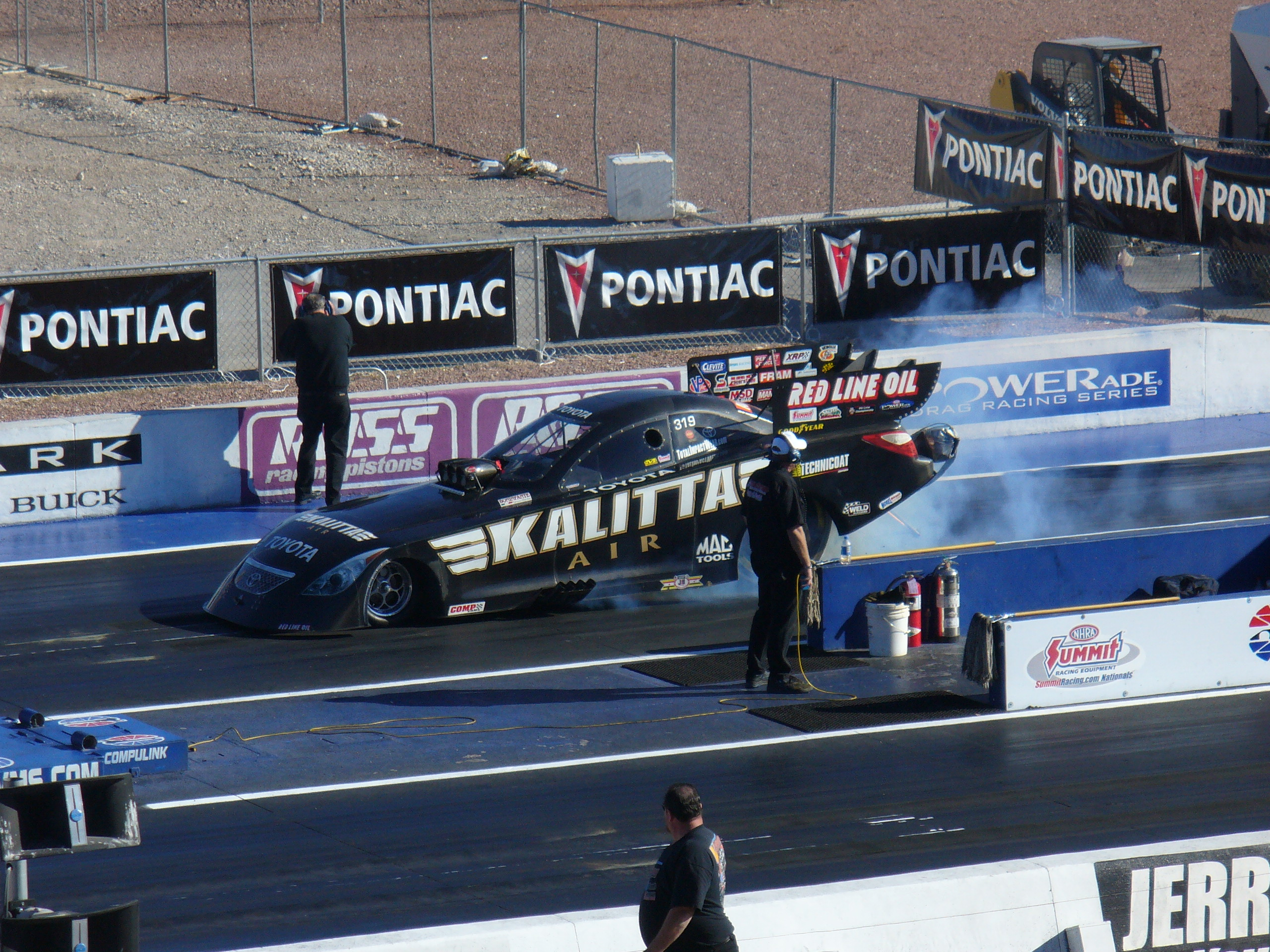
2007年ソアラのファニーカー

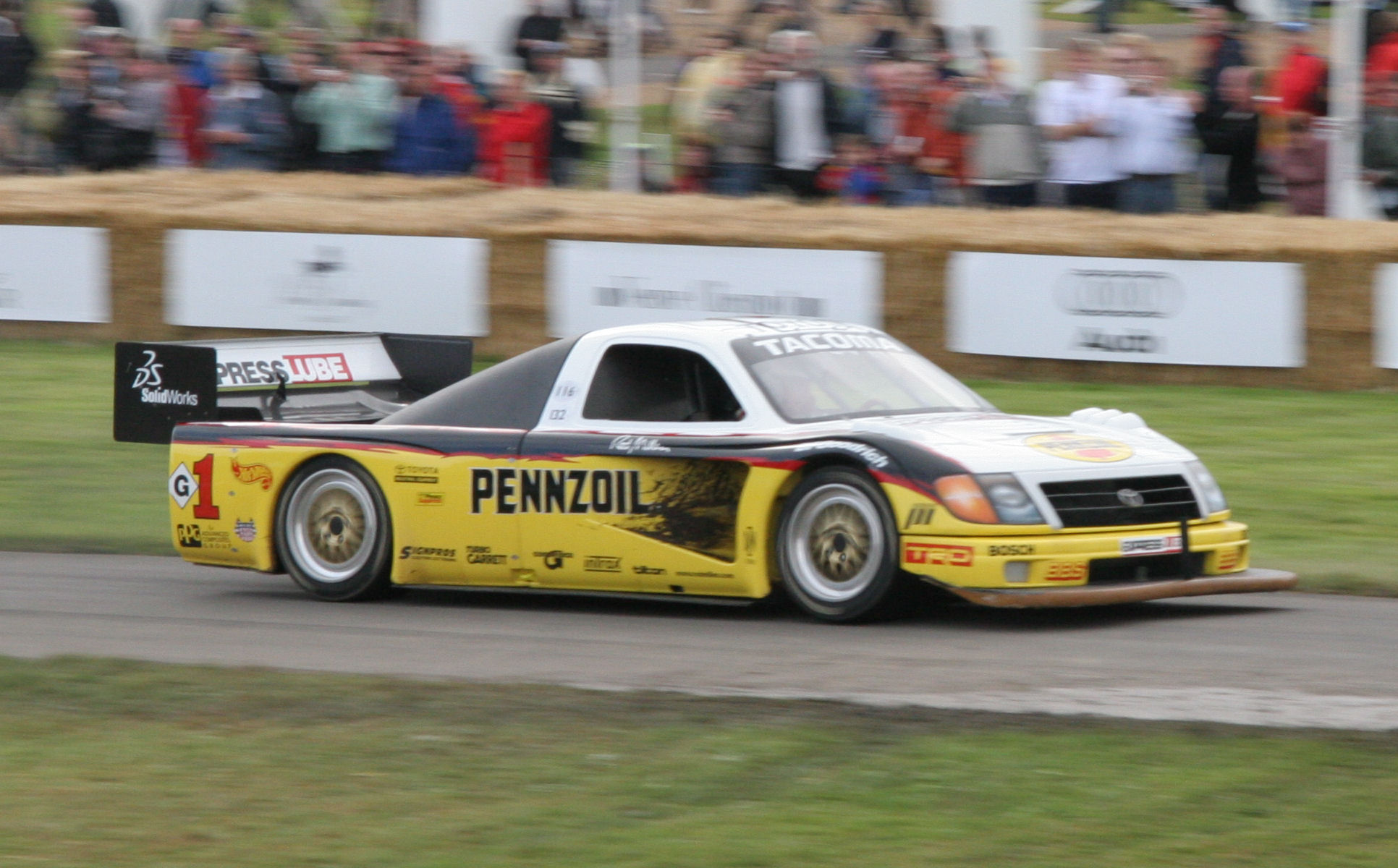
パイクスピークを制したタコマ

ドラッグカー最大のシリーズであるNHRAに2002年からTRD USAの開発したセリカベースのマシンで、ファニーカークラスから参戦を開始。2004年に初勝利を挙げ、2008年にソアラ、2015年にカムリでクラスタイトルを獲得した。最高峰のトップフューエルクラスにはマルコ・ツールズとジョイントして2010年に転向、その年にタイトルを獲得。その後2011年・2012・2015・2016年にもドライバーズタイトルを勝ちとった。
パイクスピーク・インターナショナル・ヒルクライムにも参戦しており、TRD USAが開発したセリカGT AWDターボをロッド・ミレンがドライブし、1994・1996・1997年に総合優勝。1998 - 1999年はタコマにマシンを替えてこれも連覇、合計5度の総合優勝を成し遂げている。なお1994年のコースレコードは、2007年に破られるまで最速タイムであった。2012年にもTMGの開発したEVユニットを搭載した『EV P002』が哀川翔率いるチームのもと参戦し、EVクラス優勝（総合6位）を果たし、コースレコードも樹立した。
フォーミュラ・ドリフトでは若者向け北米限定ブランドサイオンのチーム『サイオン・レーシング』を組織して2008年から参戦。マシン開発及び具志堅士郎らの支援をして、4度のマニュファクチャラーズカップを獲得した。サイオンブランドが廃止になって以降もトヨタ・レーシング名義で参戦している。
日本のD1グランプリではワークスでは関わってはいないが、OTGモータースポーツは2013年から86にTRD USA製のNASCARのV8エンジンを搭載している。
ダートオーバルにも参画しており、2006年からUSACの主催するミジェットカー・スプリントカーレースにエンジンを供給している。

## e-Motorsports
2018年11月に初開催された第1回FIA グランツーリスモ チャンピオンシップマニュファクチャラーシリーズに参戦し、レクサスとトヨタで1-2フィニッシュを飾った。
2019年にTOYOTA GAZOO Racingはe-Motorsportsに本格的に参入することを表明し、手始めにグランツーリスモSPORTとの協力により、新型GRスープラを用いたe-Sportのワンメイクレース『GR SUPRA GT Cup』を開催するとしている。

## 普及活動

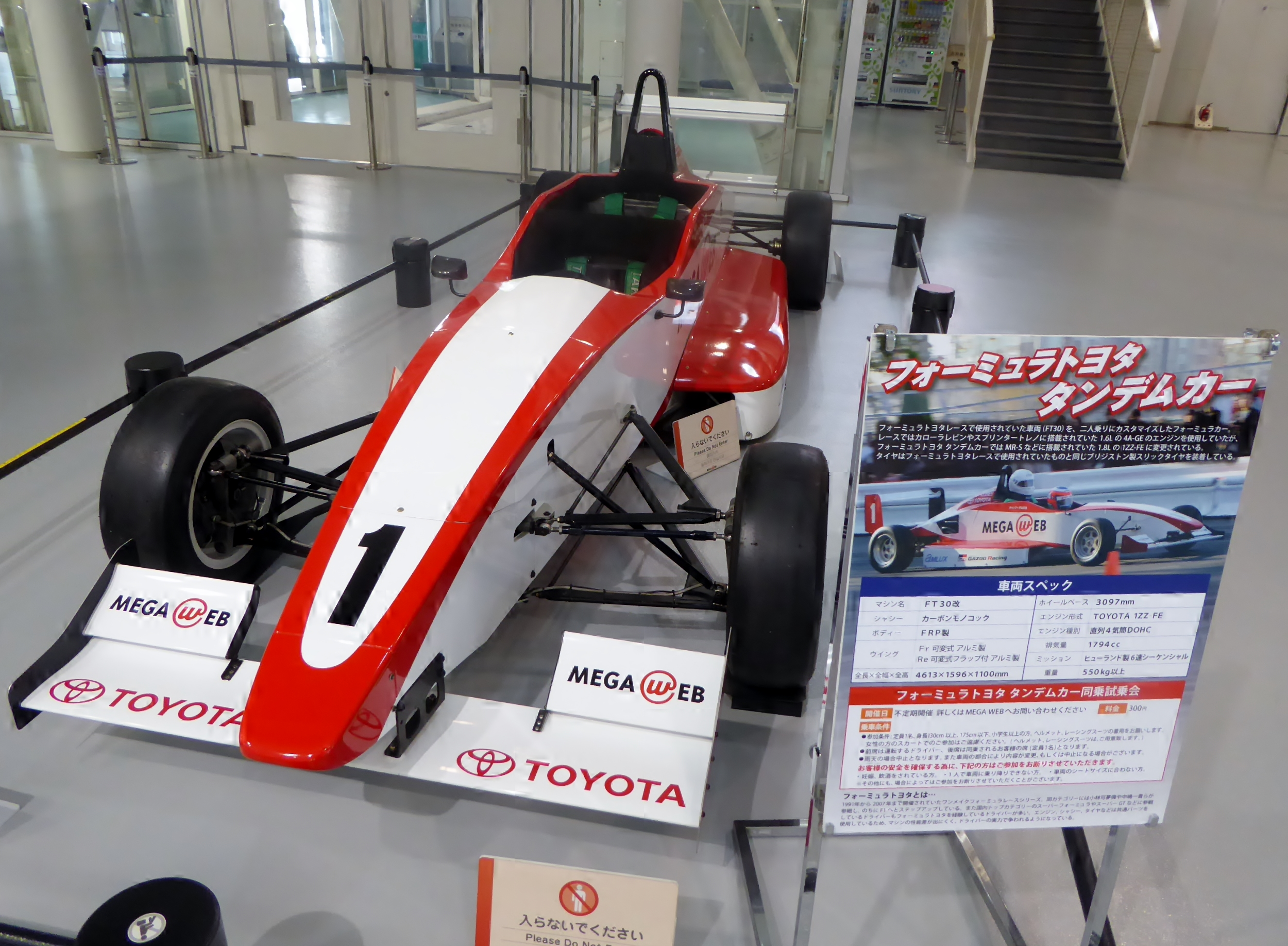
フォーミュラ・トヨタ（タンデム仕様）

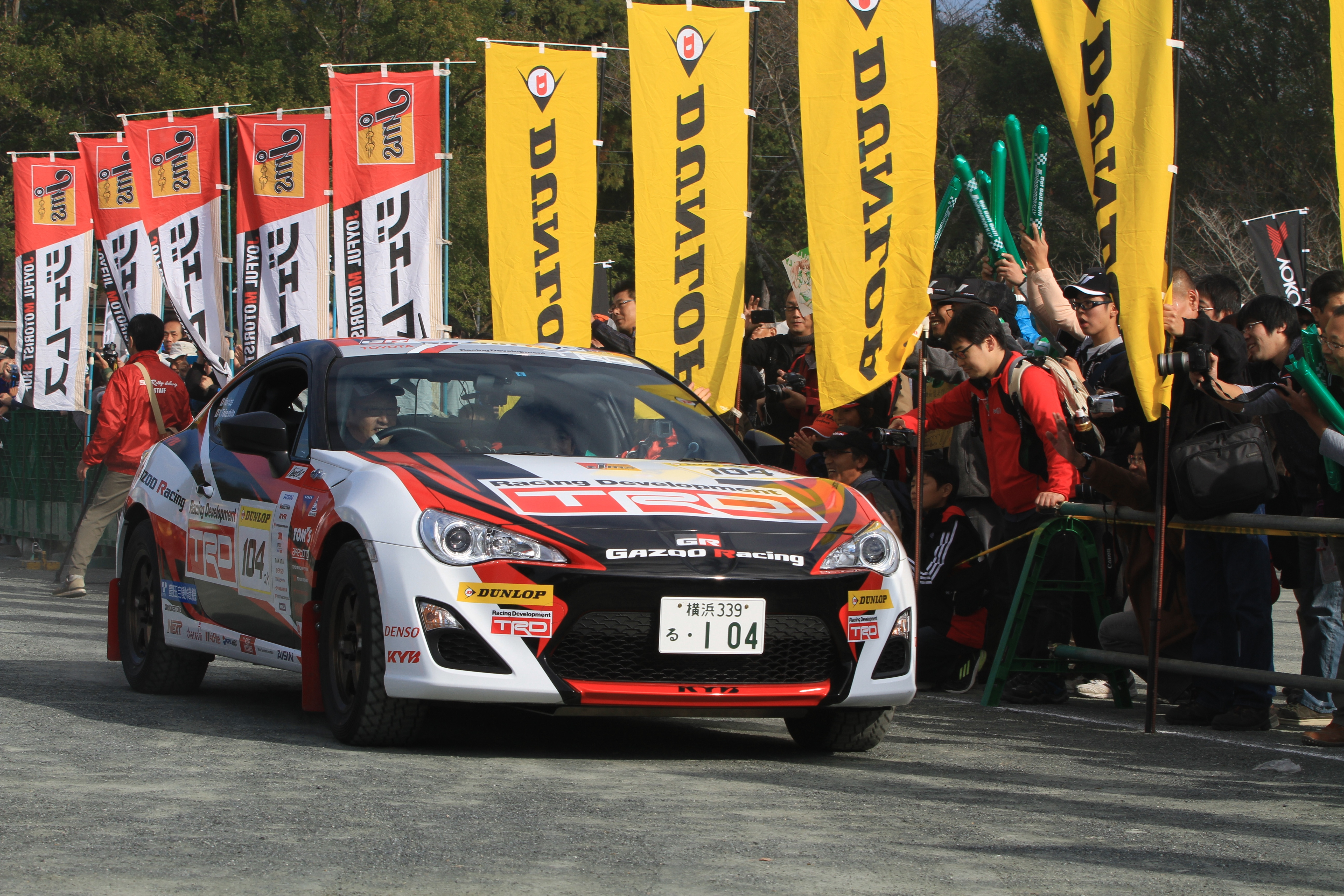
豊田章男社長自らラリーチャレンジに参戦（2012年）

アマチュアおよびモータースポーツ入門者向けのカテゴリとして、大規模なワンメイクレースの運営を行っている。1981年には国内初のワンメイクレースとして「スターレット・グランドカップ」を創設。2000年にはこれを引き継いで、ヴィッツやアルテッツァで参加する「ネッツカップ」を開催。ヴィッツレースは趣味で参加できる「ナンバー付き車両レース」として人気を博した。後に車種名がヤリスに変更になったことに伴い、2021年からはレース名を「ヤリスカップ」と改め、2022年現在も継続開催されている。
2013年には86及びスバル・BRZによって争われる「TOYOTA GAZOO Racing GR86/BRZ Cup（旧：GAZOO Racing 86/BRZ Race）」もスタートさせ、多数のプロドライバーやタイヤメーカーが参入する一大カテゴリに成長している。
フォーミュラカーでは1991年（平成3年）より2007年（平成19年）までジュニア・フォーミュラシリーズとしてフォーミュラ・トヨタを主催。2006年（平成18年） - 2013年（平成25年）には日産・ホンダと共同でフォーミュラチャレンジ・ジャパン（FCJ）を運営していた。また若手レーシングドライバー育成プロジェクトとしてフォーミュラトヨタ・レーシングスクール（FTRS）やトヨタ・ヤングドライバーズ・プログラム（TDP）を運営。中嶋一貴、小林可夢偉をF1ドライバーとしてデビューさせた。また2004年からニュージーランドで、若手育成のためにF3相当のトヨタレーシングシリーズを開催し、ブレンドン・ハートレイ、アール・バンバー、ニック・キャシディらを輩出している。
またラリーでも2000年から、ワンデイ開催の初心者向けラリーシリーズである「ラリーチャレンジ」を自動車メーカーで唯一開催している。2015年にWRC復帰を発表した後はWRCのための育成プログラムを立ち上げ、全日本ラリー選手権王者の息子勝田貴元と新井大輝、コ・ドライバー王者の足立さやかを欧州で修行させている。
豊田章男が社長になって以降は特にモータースポーツを広報活動に積極的に用いており、地上波でTOYOTA GAZOO RACINGのCMが流れることが一般的になった。豊田自身も「モリゾウ」名義でGRラリーチャレンジや新城ラリーに参戦してファンと交流したり、TV番組やトークショーにも出演してモータースポーツをアピールするなど、顔の見える経営者として知られる。またJスポーツと提携して、GAZOO RACINGのホームページ上でル・マン24時間やニュルブルクリンク24時間レースを無料ライブ配信している。トヨタのオウンドメディアであるトヨタイムズでも、モータースポーツが取り上げられることが多い。
社員の研修にモータースポーツを用いることにも熱心で、全日本ラリー選手権に選りすぐったメカニックたちで組織した「凄腕技能養成部」を送り込んだり、5大陸走破プロジェクトで社員にステアリングを握らせて様々な道を経験させている。

## 年表
- 1957年 - オーストラリア1周ラリーにクラウンで出場し、総合47位で完走(外国賞3位)。
- 1958年 - 第一回日本一周読売ラリー優勝。
- 1963年 - 第1回日本グランプリのC部門（ツーリングカー）3クラス制覇。
- 1964年 - トヨタ自工のモータースポーツ開発部門として第7技術部（通称「ナナギ」）を設立。
- 1965年 - 富士スピードウェイ完成。
- 1966年 - トヨタ自工系ワークス・チームとして「チーム・トヨタ」を設立。2000GTスピードトライアルによる、3種目の世界記録、13種目の国際記録を達成。2000GTで鈴鹿1000km初優勝。
- 1967年 - 2000GTで第一回富士24時間レース優勝。
- 1968年 - 2000GTでSCCA参戦。セリカ1600GTがラリー・モンテカルロ初参戦。スポーツプロトタイプのトヨタ・7を開発。
- 1969年 - （日本Can-AM）で川合稔が優勝。
- 1970年 - 日本グランプリへの出場を中止。トヨタ・7のテスト中に川合稔が事故死し、北米のCan-AMシリーズ参戦計画を中止。
- 1971年 - ワークス活動を統合し、トヨタ・モータースポーツ・クラブ (TMSC) が運営するTMSC-Rを支援。
- 1972年 - オベ・アンダーソン率いるラリーチーム、アンダーソン・モータースポーツに支援開始、RACラリーでクラス優勝。マカオGPプロダクションカークラスに見崎清志がセリカ1600GTで参戦、日本人初優勝。
- 1973年 - カローラ1600でプレスオンリガードレスラリーに参戦、トヨタ初のWRC優勝。ニュルブルクリンク6時間レースにてセリカ1600GTが総合6位、クラス優勝。スパ・フランコルシャン24時間レースにもセリカ1600GTが参戦、総合9位、クラス優勝。
- 1974年 - オイルショックの影響で本社のモータースポーツ活動休止。イタリアのノバ社が欧州各国のF3にトヨタエンジンを供給開始、F3界を席巻する。
- 1975年 - 世界ラリー選手権 (WRC)に参戦するアンダーソン・モータースポーツを「トヨタ・チーム・ヨーロッパ (TTE) 」として公認。1000湖ラリーでTTEとしてのWRC初勝利。特殊開発部解散。
- 1976年 - トヨペットサービスセンターのトスコ・デポによりTRDブランドの展開が始まる。
- 1979年 - アメリカのレース拠点としてTRD-USAを設立。第1回全日本F3選手権チャンピオンエンジンとなる。
- 1981年 - 本社によるモータースポーツ活動を再開。IMSAにGTUクラスからセリカで初参戦。
- 1982年 - トムス、童夢と提携し、WEC-JAPANに国産初のグループCカーであるトムス童夢・セリカCが参戦。イギリスツーリングカー選手権（BTCC）でカローラを駆るウィン・パーシーがドライバーズタイトルを獲得。
- 1983年 - 全日本耐久選手権に参戦開始。F3規格導入後初となるマカオグランプリで、アイルトン・セナとともに優勝エンジンとなる（表彰台も独占）。米国ラリーレイド選手権のSCOREに参戦、メーカー&ドライバーズチャンピオン獲得。
- 1984年 - WRCサファリラリーで初優勝し、1987年まで3連覇。トスコ・デポ自体をTRDに改名。
- 1985年 - ル・マン24時間レースに参戦開始。
- 1987年 - セリカでIMSA GTOクラスタイトルを獲得。
- 1988年 - WRCにセリカGT-FOURを投入。IMSA GTPクラスにステップアップ。
- 1989年 - トヨタ自動車モータースポーツ部設立。世界スポーツプロトタイプカー選手権 (WSPC) に参戦開始。
- 1990年 - カルロス・サインツがセリカで日本車初のWRCドライバーズタイトルを獲得。
- 1991年 - フォーミュラ・トヨタ創設。BTCCにワークス参戦を開始。初開催のバサースト12時間レースでスープラが総合優勝。
- 1992年 - 二度目のWRCドライバーズタイトル獲得。IMSA GTP総合チャンピオン獲得。セブリング12時間レース制覇。SWCモンツァで小河等が優勝。ル・マン最高位の総合2位。
- 1993年 - ドライバーズタイトルに加え、WRCで日本車初のマニュファクチャラーズタイトル獲得。 デイトナ24時間レース制覇。セブリング12時間、IMSA-GTPを全勝で連覇。日本車で初のバハ1000制覇。アンダーソン・モータースポーツを子会社化し、トヨタ・モータースポーツ有限会社 (TMG) へ改称（チーム名はTTEで継続）。
- 1994年 - WRCドライバーズ・マニュファクチャラーズタイトル連覇。ロッド・ミレンのドライブにより、セリカで初のパイクスピーク・ヒルクライム総合優勝。全日本ツーリングカー選手権 (JTCC) および全日本GT選手権 (JGTC) に参戦開始、JTCCで関谷正徳によりドライバーズタイトル獲得。
- 1995年 - オール・アメリカン・レーサーズ (AAR) と組み、CARTへエンジン供給開始。WRCにて車両規定違反により選手権から除外。1996年も出場停止、1997年は終盤まで活動自粛。藤本吉郎が日本人初サファリラリー総合優勝。トヨタ車体のチームランドクルーザーが市販車無改造ディーゼル部門からパリ・ダカールラリー初挑戦。フォーミュラー・トヨタ・レーシング・スクール（FTRS）発足。BTCCからワークス撤退。
- 1996年 - ロッド・ミレンのドライブによりセリカでパイクスピーク・ヒルクライム制覇。以降1999年までトヨタ車が4連覇。
- 1997年 - JGTCのGT500クラスで初のドライバーズ・チームズタイトル獲得。WRC終盤にスポット参戦。トムスのトム・コロネルが、トヨタエンジン初のマスターズF3勝利。
- 1998年 - WRCに完全復帰。ル・マン24時間レースに復帰。バハ1000制覇。
- 1999年 - F1参戦を表明し、WRCとル・マンから撤退を表明。3度目のWRCマニュファクチャラーズタイトル獲得。
- 2000年 - 富士スピードウェイを買収。CARTでエンジンマニュファクチャラーとして初勝利。NASCARに参戦開始。ネッツカップ・ヴィッツレース開幕。
- 2002年 - F1世界選手権に参戦開始。CARTのドライバーズ・エンジンマニュファクチャラータイトル制覇。アルゼンチンTC2000で初のドライバーズ・チームズタイトル獲得。
- 2003年 - CARTからインディ・レーシング・リーグ (IRL) へ転向。ジル・ド・フェラン（ペンスキー）がインディ500優勝。スコット・ディクソン（チップ・ガナッシ）がIRLシリーズチャンピオンを獲得。ロバート・ハフマンのドライブによりNASCARグッディーズ・ダッシュシリーズにてドライバーズタイトルを獲得。
- 2005年 - IRLから撤退。F1第二戦マレーシアで初の表彰台獲得。JGTCを引き継いで誕生したスーパーGTで、初代GT500ドライバーズ王者となる。レクサス・RX400hでニュルブルクリンク24時間レース参戦。TDAとFTRSの育成プログラムの活動を一元化し、トヨタ・ヤングドライバーズ・プログラム（TDP）と改称。
- 2006年 - NASCARの三大シリーズ戦の一つ、クラフツマントラックシリーズで初のドライバーズ・マニュファクチャラーズタイトル獲得。エンジン供給の形でデイトナ24時間制覇（以降2008年まで3連覇）。国内トップフォーミュラに初めてエンジン供給を開始、初年度でドライバーズ・チームズタイトル獲得、以降2008年まで3連覇。スーパーGT・GT500の参戦ブランドをレクサスに変更、ドライバーズ・チームズタイトルを獲得。
- 2007年 - 富士スピードウェイにてF1日本GPを開催。観客輸送などの運営方法が問題となる。Team GAZOOとして初めてニュル24時間へ参戦。ハイブリッドカーのスープラで十勝24時間レース制覇。
- 2008年 - トムスの国本京佑がマカオGP制覇。ソアラでNHRAファニーカークラスタイトル初獲得。
- 2009年 - シーズン終了後にF1から電撃撤退。カムリとカイル・ブッシュによりNASCAR三大シリーズの一つ、ネイションワイド・シリーズにて初のドライバーズ・マニュファクチャラーズタイトル獲得。
- 2012年 - WECにハイブリッドマシンTS030 HYBRIDで参戦。VLN（ニュル耐久シリーズ）にてアストンマーティンCEOと豊田章男社長のコラボレーションが実現。WEC富士で中嶋一貴が小河等以来のスポーツカー世界選手権優勝。ダカール・ラリーの改造車クラスに参戦開始。
- 2013年 - スーパーフォーミュラでトヨタエンジン車が初代チームタイトル獲得、以降2016年まで同部門4連覇。
- 2014年 - WECのドライバーズ・マニュファクチャラーズタイトル獲得。ニュル24時間レースで3クラス制覇。中嶋一貴がル・マンで日本人初PP獲得。シリーズとしての86/BRZレース初開催。スーパーフォーミュラで初のドライバーズタイトル獲得、2016年まで3連覇。
- 2015年 - レース活動を「GAZOO Racing」の名の下に一本化。カムリとカイル・ブッシュにより、NASCARの最高峰であるスプリントカップで初のドライバーズタイトル獲得。凄腕技能養成部発足。
- 2016年 - デニー・ハムリンのドライブするカムリがデイトナ500制覇。NASCAR・スプリントカップにて初のマニュファクチャラーズタイトル獲得。同年のNASCAR三大シリーズ全てでマニュファクチャラーズタイトル制覇。ナッサー・アル＝アティヤがトヨタSAの支援するハイラックスをドライブしてFIAクロスカントリーラリー・ワールドカップでドライバーズタイトル獲得。
- 2017年 - GRカンパニー創設。トミ・マキネン・レーシングと共にWRC復帰、2勝を挙げる。ル・マンで小林可夢偉がコースレコードでPP獲得。北米ARAラリー選手権でロッド・ミレンの息子ライアンのドライブでRAV4が二輪駆動部門クラスタイトル獲得。NASCARカップ戦でマーティン･トゥルーエクスJr.によりドライバーズ・マニュファクチャラーズ二冠獲得。
- 2018年 - ル・マン24時間をポールトゥウィンで初制覇。WRCで4度目のマニュファクチャラーズタイトルと通算50勝を達成。第1回グランツーリスモ選手権マニュファクチャラーシリーズ優勝。
- 2019年 - ダカール・ラリーでアル＝アティヤがトヨタ初の総合優勝。2度目のデイトナ500制覇。